# Disneyland
O Disneyland Park, originalmente Disneyland e comumente referido em português como a Disneylândia, é o primeiro de dois parques temáticos construídos no Disneyland Resort em Anaheim, Califórnia, inaugurado em 17 de julho de 1955. É o único parque temático projetado e construído sob a supervisão direta de Walt Disney. Originalmente, era a única atração da propriedade; seu nome oficial foi alterado para Disneyland Park para diferenciá-lo do complexo em expansão na década de 1990. Foi o primeiro parque temático da Disney.
Walt Disney surgiu com o conceito de Disneylândia depois de visitar vários parques de diversões com suas filhas nas décadas de 1930 e 1940. Ele inicialmente imaginou construir uma atração turística ao lado de seus estúdios em Burbank para entreter os fãs que desejassem visitar; no entanto, ele logo percebeu que o local proposto era muito pequeno. Depois de contratar um consultor para ajudá-lo a determinar um local apropriado para seu projeto, Disney comprou um terreno de 160 acres (65 ha) perto de Anaheim em 1953. A construção começou em 1954 e o parque foi inaugurado durante um evento especial para a imprensa televisionado na ABC Television em 17 de julho de 1955.
Desde a sua abertura, Disneyland tem se submetido à expansões e grandes reformas, incluindo a adição de New Orleans Square em 1966, Bear Country (agora Critter Country) em 1972, Mickey's Toontown em 1993, e Star Wars: Borda do Galaxy em 2019. Inaugurado em 2001, o Disney California Adventure Park foi construído no local do estacionamento original da Disneylândia.
A Disneylândia tem um público acumulado maior do que qualquer outro parque temático do mundo, com 726 milhões de visitas desde sua inauguração (em dezembro de 2018). Em 2018, o parque teve cerca de 18,6 milhões de visitas, tornando-se o segundo parque de diversões mais visitado do mundo naquele ano, atrás apenas do Magic Kingdom, o próprio parque que inspirou. De acordo com um relatório da Disney de março de 2005, 65 700 empregos são mantidos pelo Disneyland Resort, incluindo cerca de 20 000 funcionários diretos da Disney e 3 800 funcionários terceirizados (contratados independentes ou seus funcionários). Disney anunciou o "Projeto Stardust" em 2019, que incluiu grandes renovações estruturais do parque para contabilizar o maior número de participantes.
A United States Federal Aviation Administration declarou uma zona de espaço aéreo proibido em torno da Disneylândia e algumas das áreas circundantes centradas no Castelo da Bela Adormecida. Nenhuma aeronave, incluindo drones recreativos e comerciais, está autorizada a voar nesta zona; este nível é compartilhado apenas com o Walt Disney World, outras peças de infraestrutura crítica (bases militares, Pantex) nos Estados Unidos e sempre que o Presidente dos Estados Unidos viajar para fora de Washington, D.C.

## Dedicatória
Para todos aqueles que vêm para este local feliz: Bem-vindo. A Disneyland é sua terra. Aqui, a idade revive as memórias do passado e a juventude pode saborear o desafio e a promessa do futuro. A Disneyland é dedicada aos ideias, sonhos e a dura realidade que criaram a América, com a esperança de que ela seria uma fonte de alegria e inspiração para todo o mundo.— Walter E. Disney, 17 de julho de 1955, 4:43 pm

## História

### Origens

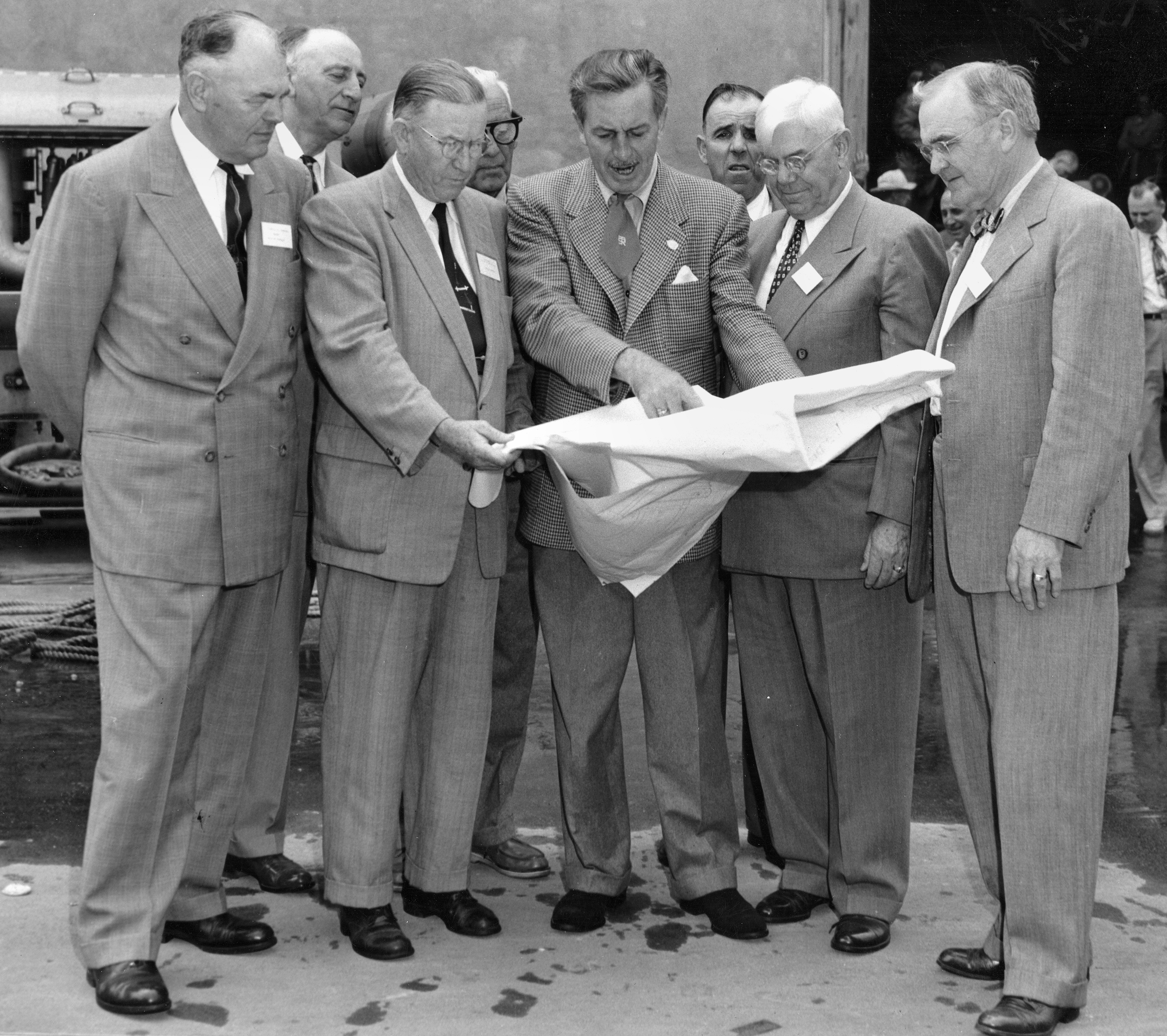
Walt Disney (centro) mostrando aos representates de Orange County os planos para o projeto da Disneyland, dezembro de 1954.

O conceito da Disneyland começou quando Walt Disney estava visitando o Griffith Park em Los Angeles com suas filhas Diane e Sharon. Enquanto as assistia brincarem no carrossel, ele teve a ideia de um local onde adultos com seus filhos pudessem ir se divertir juntos, sendo que este sonho permaneceu dormente por muitos anos. Ele pode também ter sido influenciado pelas memórias de seu pai da World's Columbian Exposition de 1893 em Chicago (seu pai trabalhou na exposição). O Midway Plaisance de lá incluía um conjunto de atrações que representavam vários países ao redor do mundo e outros que representavam vários períodos da humanidade. Ele também incluía muitas atrações como uma roda-gigante, um "sky" ride, que era um trem de passageiro que circulava pelo perímetro, e um show de velho oeste. Outra influência provável foi o Eden Springs Park de House of David, em Benton Harbor, Michigan. Disney visitou o parque e ao final trouxe uma das miniaturas originais de trem usados lá. A colônia tinha a maior miniatura ferroviária no mundo na época. O rascunho mais antigo documentado dos planos de Disney foram enviados como um memorando para o designer de produção Dick Kelsey em 31 de agosto de 1948, no qual ele era chamado de "Mickey Mouse Park", baseado em notas que Walt fez durante a viagem dele com Ward Kimball para a Chicago Railroad Fair no mesmo mês, com uma parada de dois dias no The Henry Ford Museum de Henry Ford, um local com atrações com uma Main Street e barcos a vapor, que ele havia visitado oito anos antes.
Enquanto as pessoas escreviam cartas para Disney sobre visitas ao Walt Disney Studios, ele percebeu que um estúdio de filmes funcional tinha pouco a oferecer aos fãos que o visitassem, e começou a fomentar ideias de construir um local próximo aos estúdio de Burbank para turistas o visitarem. Suas ideias evoluíram para um pequeno parque com um barco e outras áreas temáticas. O conceito inicial, o Mickey Mouse Park, iniciou com um terreno de 3,2 hectares na Riverside Drive. Ele começou a visitar outros parques para inspiração e ideias, incluindo os Jardins de Tivoli na Dinamarca, Efteling na Países Baixos e o Greenfield Village, Playland, e Children's Fairyland nos Estados Unidos. Seus designers começaram a trabalhar em conceitos, embora o projeto tenha crescido muito mais que o terreno poderia suportar. Disney contratou Harrison Price do Stanford Research Institute para medir a área apropriada para fixar o parque temático baseado no crescimento potencial da área. Baseado na análise de Price, (pela qual ele seria reconhecido como um Disney Legend em 2003), Disney adquiriu 65 hectares de laranjeiras e nogueiras em Anaheim, sudeste de Los Angeles, na vizinhança de Orange County. O local em Burbank originalmente considerado por Disney hoje abriga o Walt Disney Animation Studios e o ABC Studios.

Dificuldades em obter fundos levaram Disney a investigar novos métodos de financiamento, decidindo criar um show chamado Disneyland. Ele foi transmitido na então incipiente ABC. Em retorno, a rede concordou em ajudar a financiar o parque. Para os seus cinco primeiros anos de operação, a Disneyland era propriedade da Disneyland, Inc., que pertencia conjuntamente a Walt Disney Productions, Walt Disney, Western Publishing e ABC. Além disso, Disney alugou muitas das lojas na Main Street, U.S.A. para empresas de fora. Em 1960, a Walt Disney Productions comprou todas as outras participações, uma parceria que eventualmente levaria a aquisição da ABC por parte da Walt Disney Corporation em meados da década de 1990. Em 1952, o projeto proposto foi chamado de Disneylândia, mas a Disney segui o conselho da ABC e trocou-o para Disneyland dois anos mais tarde, quando as escavações no local começaram. A construção começou em 16 de julho de 1954 a um custo de $ 17 milhões. O parque foi aberto um ano e um dia mais tarde. A U.S. Route 101 (mais tarde Interstate 5) estava em construção na época, a norte do parque. Em preparação para o tráfico que a Disneyland traria, mais duas faixas foram adicionadas à estrada antes do parque ser concluído.

### Dia de abertura
A Disneyland foi dedicada em um evento de para a imprensa internacional no domingo, 17 de julho de 1955, que foi aberto apenas para visitantes convidados e a mídia. Embora 28 mil pessoas tenham comparecido ao evento, apenas cerca de metade deles eram verdadeiros convidados, com o resto tendo comprado ingressos falsificados. No dia seguinte, o parque foi aberto ao público, apresentando vinte atrações. Os eventos especiais de domingo, incluindo a dedicatória, foram televisionados nacionalmente e apresentados por três amigos de Walt Disney de Hollywood: Art Linkletter, Bob Cummings, e Ronald Reagan. A ABC transmitiu o evento ao vivo, período durante o qual muitos visitantes tropeçaram nos cabos de câmera de televisão. Em Frontierland, uma câmera pegou Cummings beijando uma dançarina. Quando Disney começou a ler a placa para Tomorrowland, ele leu uma parte e então parou quando um técnico fora da câmera disse algo a ele, e depois percebendo que estava no ar, disse, "Eu pensei que eu tive um sinal", e começou a dedicatória do começo. Em um momento, enquanto estava na Fantasyland, Linkletter tentou dar cobertura a Cummings, que estava no navio pirata. Ele não estava pronto e tentou dar a cobertura de volta para Linkletter, que havia perdido seu microfone. Cummings então tentou procurá-lo em frente do Mr. Toad's Wild Ride ao vivo.
O tráfego aumentou nas duas pistas da Harbor Boulevard. Pessoas famosas que estavam agendadas para aparecer a cada duas horas apareceram todas de uma vez. A temperatura estava mais alta que o normal (38° C) e devido a uma greve dos bombeiros locais, Disney teve de fazer uma escolha entre bebedouros funcionando ou banheiros funcionando. Ele escolheu os últimos, deixando muitos bebedouros secos. Isto gerou uma publicidade negativa, visto que a Pepsi patrocinou a abertura do parque. Visitantes desapontados acreditavam que os bebedouros sem funcionar era uma forma disfarçada de forçar a venda de refrigerante, enquanto outros fornecedores acabavam com a comida. O asfalto que havia sido derramado naquela manhã estava mole o suficiente para o salto das mulheres afundar nele. Um vazamento de gás em Fantasyland causou o fechamento à tarde de Adventureland, Frontierland, e Fantasyland. Alguns pais jogaram seus filhos nos ombros da multidão para fazê-los entrar nas atrações, como no King Arthur Carrousel. Anos mais tarde, Disney e seus executivos chamaram o dia 17 de julho de 1955 de "Black Sunday" (Domingo Negro).
Após a imagem extremamente negativa da abertura, Walt Disney convidou os presentes para voltar para um segundo dia para experimentar a Disneyland de forma apropriada. No próximo dia, multidões entraram na fila a partir das 2 horas da madrugada. A primeira pessoa a comprar um ingresso entrar no parque foi David MacPherson com o ingresso número 2, visto que Roy Oliver Disney conseguiu pré-comprar o ingresso número 1 de Curtis Lineberry, gerente de admissões. No entanto, uma foto oficial de Walt Disney com duas crianças, Christine Vess Watkins (5 anos) e Michael Schwartner (7), por falta de atenção foram identificados como os dois primeiros visitantes da Disneyland. Ambos receberam ingressos para a vida inteira para a Disneyland naquele dia, sendo que MacPherson foi premiado pouco depois, que mais tarde foi expandido para todo parque pertencente a Disney no mundo. Aproximadamente 50 mil visitantes compareceram na abertura de segunda-feira.

### Décadas de 1950 e 1960
Em setembro de 1959, o Premier soviético Nikita Khrushchev passou treze dias nos Estados Unidos e teve dois pedidos: visitar a Disneyland e encontrar John Wayne, o maior astro de Hollywood na época. Devido à tensão da Guerra Fria e a preocupações com segurança, não foi permitido a ele uma excursão para a Disneyland. O Xá do Irã e a Imperatriz Farah foram convidados para a Disneyland por Walt Disney no início da década de 1960. Houve uma controvérsia moderada sobre a ausência de empregados afro-americanos. Desde 1963, os ativistas de direitos civis pressionaram a Disneyland a contratar negros, com os executivos respondendo que eles iriam "considerar" o pedido. Apesar da falta de empregados negros, o parque contratou pessoas de descendência asiática, como Ty Wong e Bob Kuwahara.
Como parte da operação Casa de Fritos na Disneyland, "Doritos" (em espanhol, "pequenas coisas douradas") foram criados no parque para ajudar o uso de tortilhas velhas que foram descartadas. A empresa Frito-Lay viu a popularidade do item e decidiu vendê-lo regionalmente em 1964, e então nacionalmente em 1966.

### Década de 1990 - presente
No final da década de 1990, começou-se a expansão do único parque e único hotel. O Disneyland Park, o Disneyland Hotel, o local do estacionamento original e propriedas adquiridas ao redor foram unidas para formar o Disneyland Resort. Na época, a propriedade viu a inclusão do parque temático Disney California Adventure um complexo de compras, restaurantes e entretenimento chamado de Downtown Disney, um Disneyland Hotel remodelado, a construção do Disney's Grand Californian Hotel & Spa, e a aquisição do Pan Pacific Hotel e transformação no Disney's Paradise Pier Hotel. Na época, o parque foi renomeado como Disneyland Park para distingui-lo do complexo maior que estava em construção. Devido ao estacionamento existente (sul da Disneyland) que foi construído abaixo desses projetos, a estrutura de estacionamento Mickey and Friendscom 10 250 vagas foi construída no canto noroeste. Na época de sua conclusão em 2000, ele era a maior estrutura de estacionamento dos Estados Unidos.
A equipe de administração do parque durante meados da década de 1990 foi uma fonte de controvérsia entre os fãs e empregados. Em um esforço de impulsionar os lucros, várias mudanças foram iniciadas pelos então executivos Cynthia Harriss e Paul Pressler. Embora suas ações tenham fornecido um aumento de curto prazo nos retornos aos acionistas, eles atraíram críticas generalizadas pela falta de visão. Com o histórico no varejo de Harriss e Pressler, o foco da Disneyland gradativamente mudou das atrações para o merchandising. Os consultores externos da McKinsey & Company foram trazidos para ajudar a simplificar as operações, resultando em muitas mudanças e cortes. Após quase uma década de manutenção adiada, o parque original estava mostrando sinais de negligência. Fãs do parque lamentaram o declínio na valorização do consumidor e na qualidade do parque e se mobilizaram pela demissão da equipe de administração.

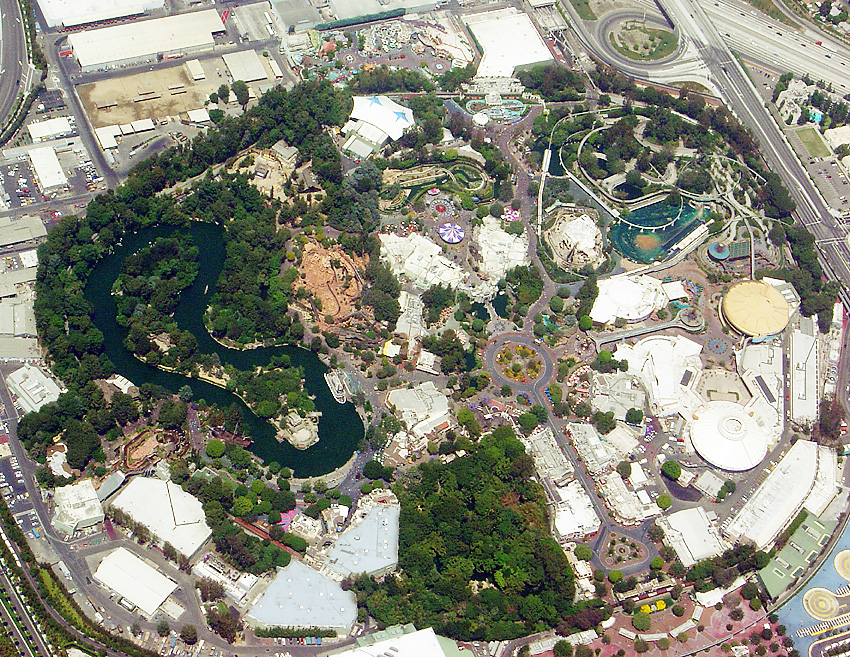
Uma vista aérea da Disneyland em 2005

Matt Ouimet, o ex-presidente da Disney Cruise Line, foi promovido para assumir a liderança do Disneyland Resort no final de 2003. Logo após, ele escolheu Greg Emmer como Vice-Presidente de Operações. Emmer é um funcionário de longa data da Disney que havia trabalhado na Disneyland em sua juventude antes de se mudar para a Flórida e acumular múltiplas posições de liderança executiva no Walt Disney World Resort. Ouimet rapidamente definiu a inversão de algumas tendências, especialmente no que se refere a manutenção visual e o retorno ao cronograma original de manutenção da infraestrutura, na esperança de restaurar os registros de segurança do passado. Muito como Walt Disney, Ouimet e Emmer podiam ser vistos com frequência andando pelo parque durante o horário comercial com membros de suas respectivas equipes, vestindo crachás de funcionário, ficando na fila de atrações e recebendo comentários dos visitantes. Em julho de 2006, Matt Ouimet deixou a The Walt Disney Company para se tornar presidente da Starwood Hotels & Resorts Worldwide. Logo após, Ed Grier, diretor executivo da Walt Disney Attractions Japan, foi nomeado presidente do resort, embora tenha se aposentado de seu cargo em 8 de fevereiro de 2008. Em outubro de 2009, Grier anunciou sua aposentadoria e foi substituído por George Kalogridis. O "Happiest Homecoming on Earth" foi uma comemoração de 18 meses de duração (que aconteceu durante 2005 e 2006) do 50º aniversário do Disneyland Park, também comemorando o marco da Disneyland em outros parques da Disney no mundo. Em 2004, o parque passou por grandes renovações em preparação, reformando muitas atrações clássicas, como a Space Mountain, Jungle Cruise, a Haunted Mansion, Pirates of the Caribbean, e a Walt Disney's Enchanted Tiki Room. As atrações que estavam no parque no dia da abertura tiveram um de seus carrinhos pintado de ouro e o parque foi decorado com 50 Golden Mickey Ears. A comemoração começou em 5 de maio de 2005 e terminou em 30 de setembro de 2006, sendo seguida pela comemoração "Year of a Million Dreams" que durou 27 meses e terminou em 31 de outubro de 2008.
Iniciando em 1º de janeiro de 2010, os parques Disney contaram com o programa de voluntários Give a Day, Get a Disney Day, no qual a Disney encorajava as pessoas a se voluntariarem em uma instituição de caridade participante e receberem um ingresso grátis para um parque do Disneyland Resort ou do Walt Disney World. Em 9 de março de 2010, a Disney anunciou que ela havia alcançado a marca de um milhão de voluntários e encerrou a promoção para qualquer um que ainda não havia se registrado para um voluntariado específico.

## Terras
O Disneyland Park consiste de oito "terras" temáticas e uma série de áreas de bastidores escondidos, ocupando aproximadamente 34 hectares. O parque abriu com a Main Street, U.S.A., Adventureland, Frontierland, Fantasyland, e Tomorrowland, e desde então adicionou New Orleans Square em 1966, Bear Country (mais tarde Critter Country) em 1972, e Mickey's Toontown em 1993. Em 1957, Holidayland, abriu ao público com uma área de recreação de 3,6 hectares, incluindo um circo e campo de beisebol, que foi fechado no final de 1961. Ele é muitas vezes chamado de terra "perdida" da Disneyland. Pelo parque estão 'Hidden Mickeys', representações de cabeças de Mickey Mouse inseridas sutilmente no design de atrações e decorações de ambiente. Um solo elevado dá suporte ao Disneyland Railroad de bitola estreita, que circum-navega pelo parque.

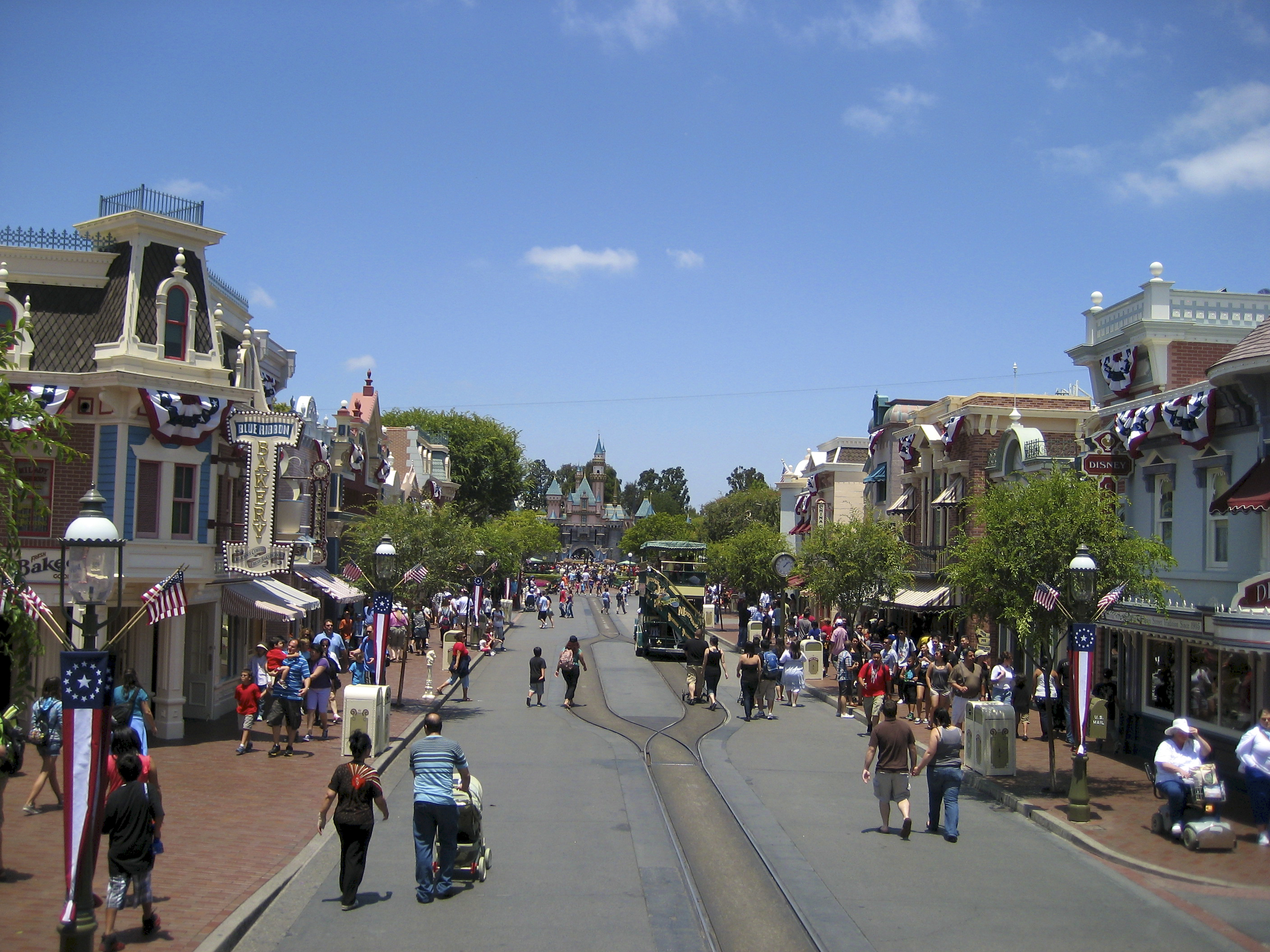
Main Street, U.S.A. (4 de julho de 2010)
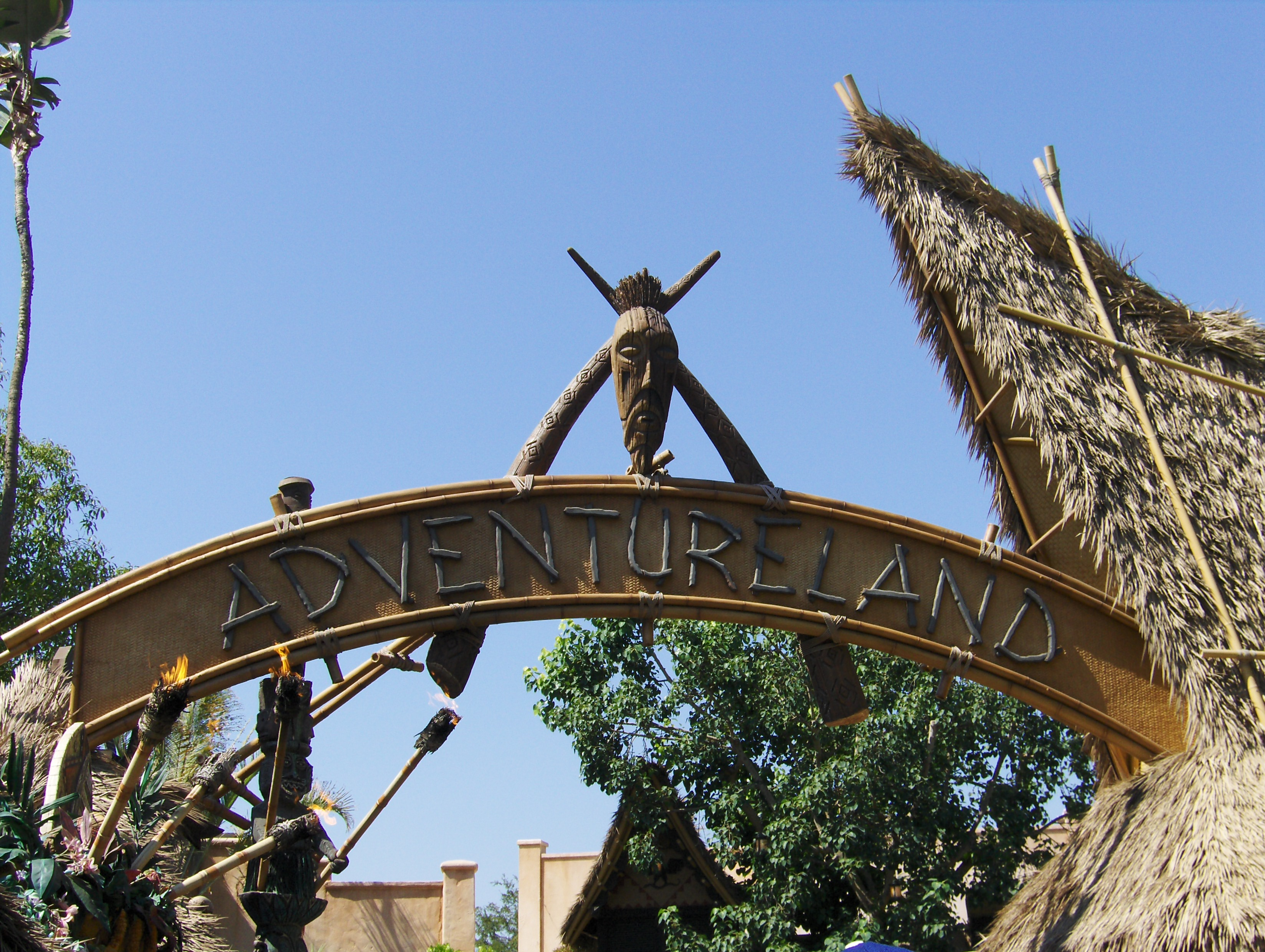
Adventureland (Tematizada de um ponto de vista de aventura da década de 1950, aproveitando a mania Tiki pós-guerra)
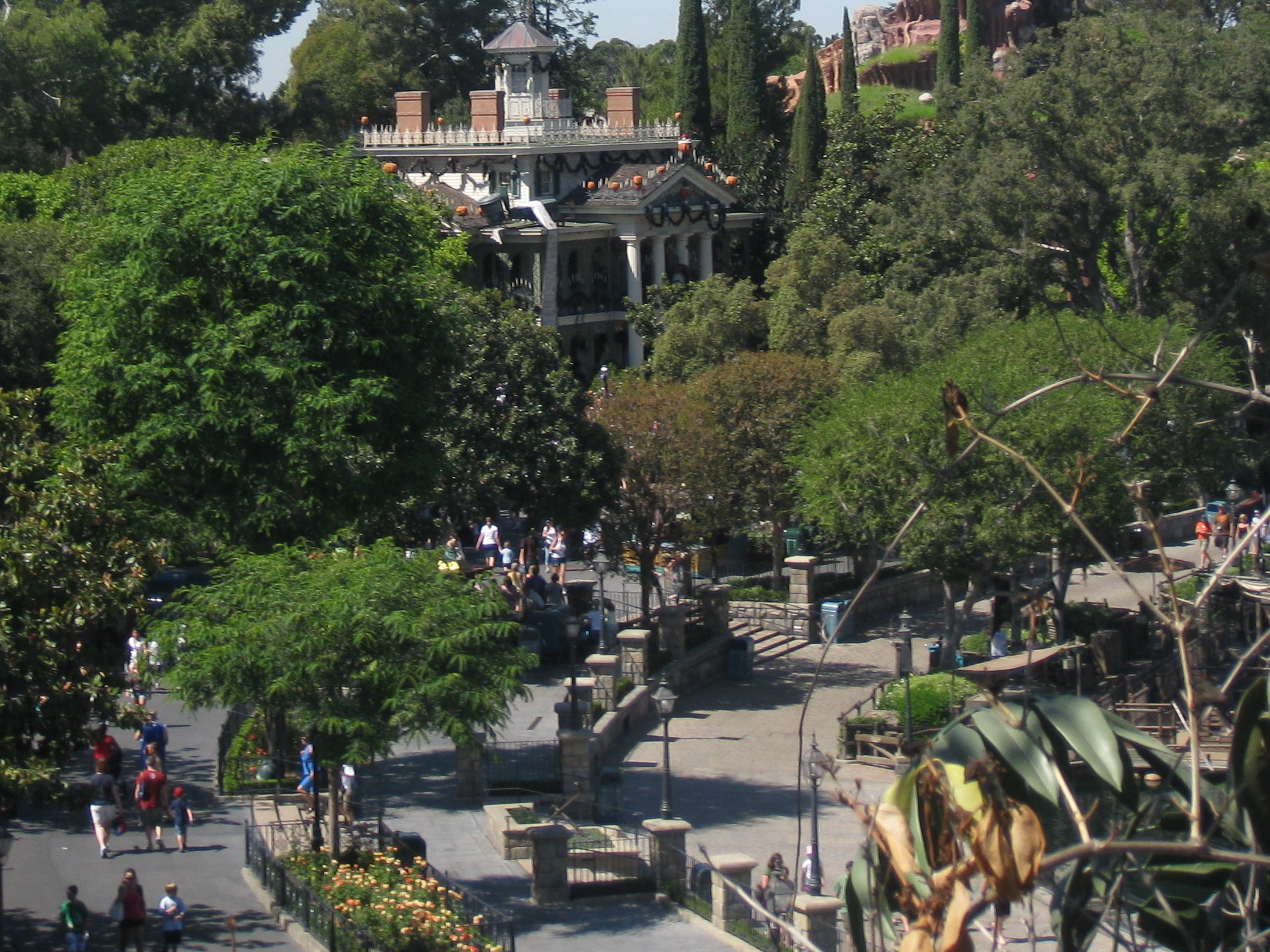
New Orleans Square (A Haunted Mansion e área do Fantasmic! em 2010)
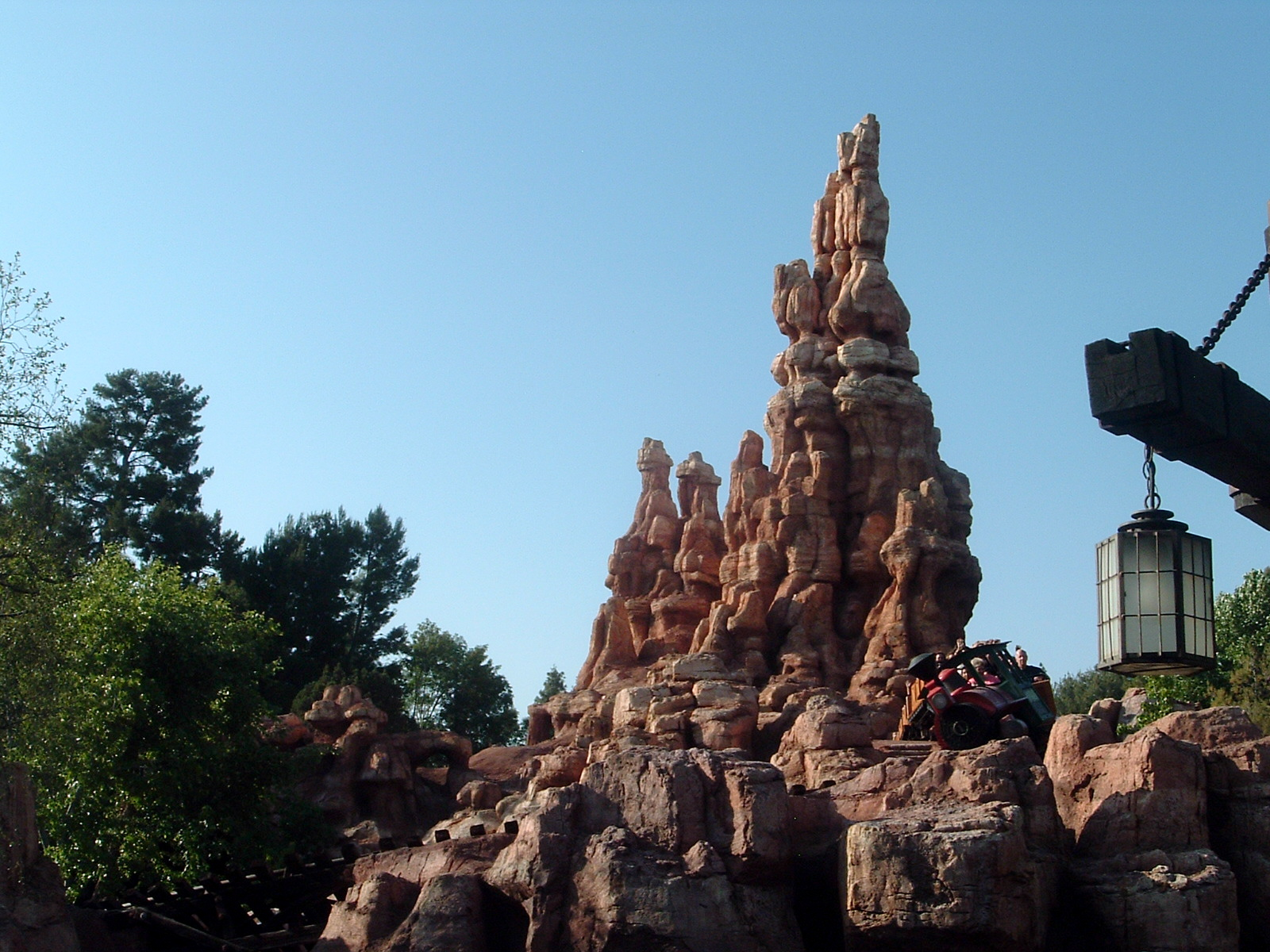
Frontierland (Big Thunder Mountain Railroad em 2008)
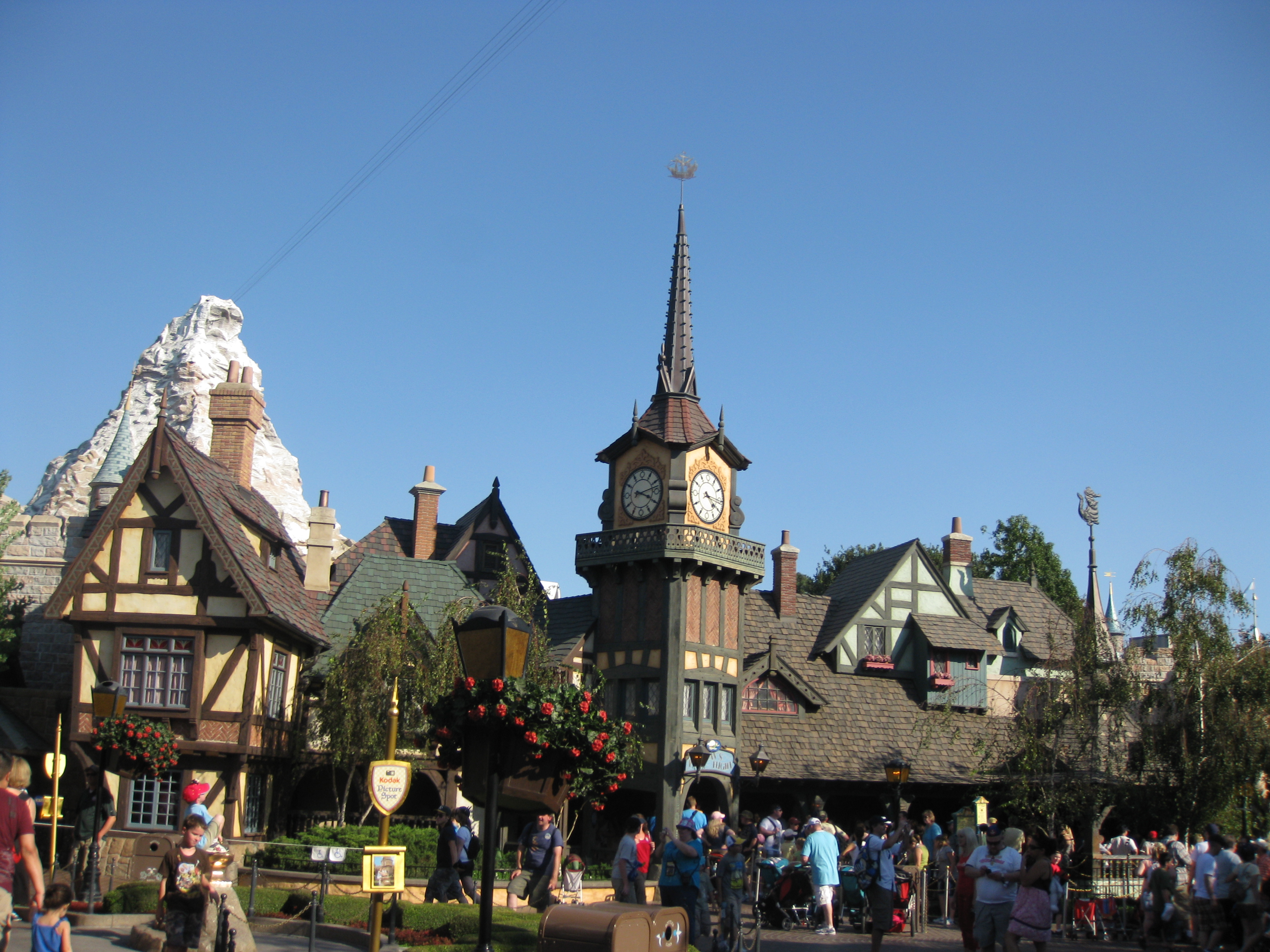
Fantasyland (Peter Pan's Flight e a Matterhorn Bobsleds)
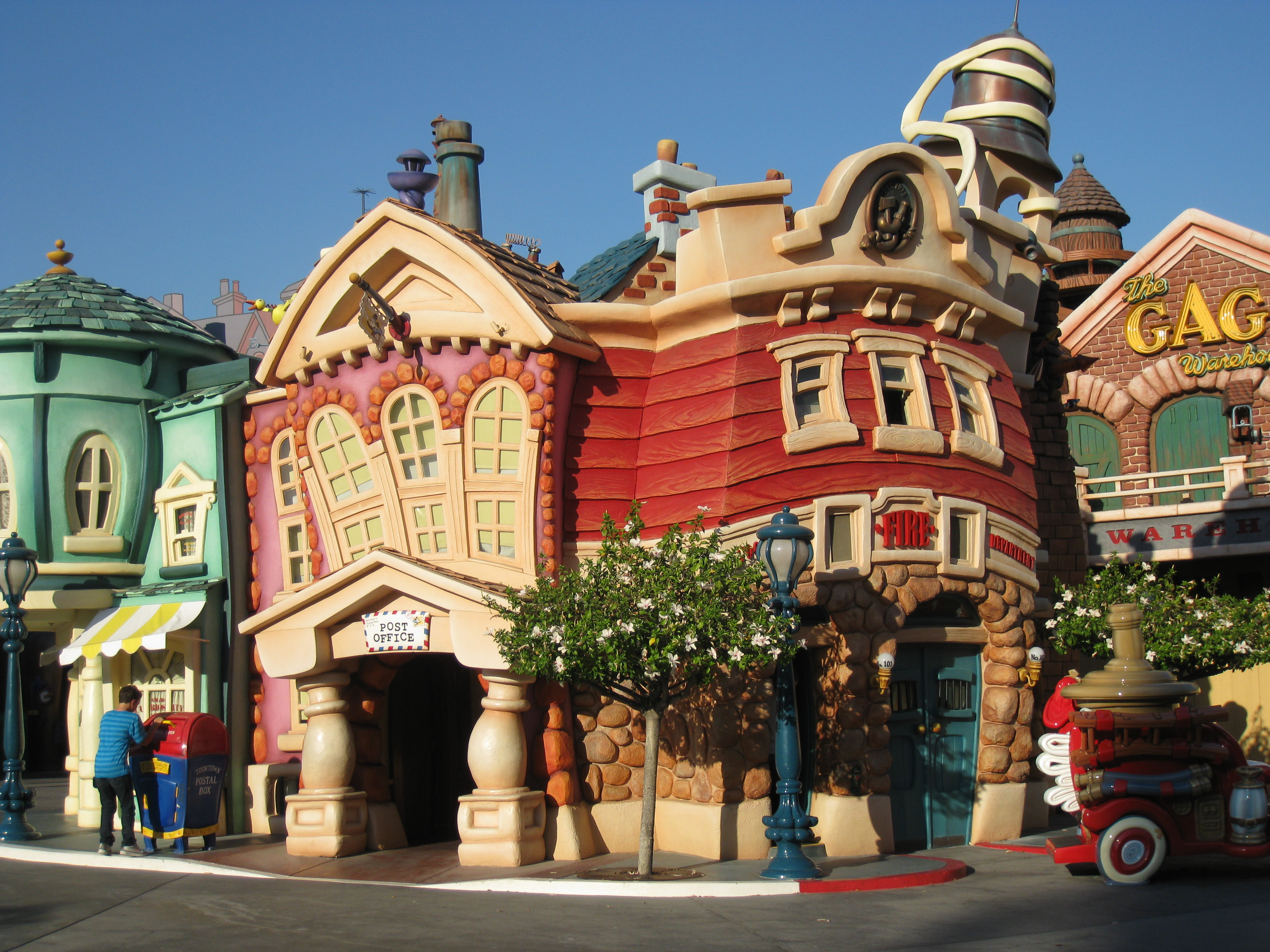
Mickey's Toontown
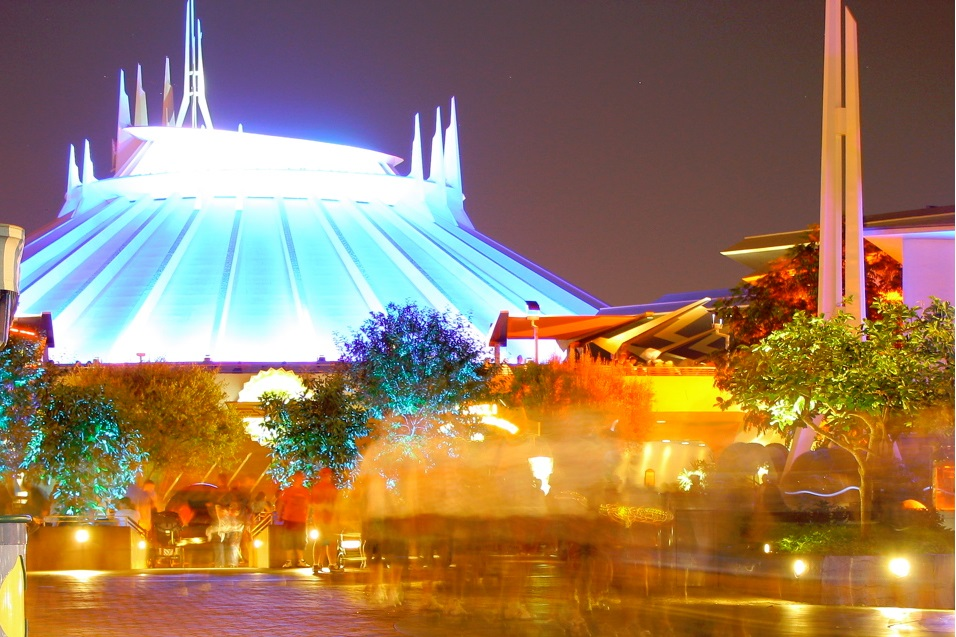
Tomorrowland (Space Mountain em 2009)

### Main Street, U.S.A.
A Main Street, U.S.A. é modelada como uma vila do Meio-Oeste do início do século XX. Walt Disney se inspirou de sua cidade natal de Marceline, Missouri, e trabalhou em estreita colaboração com designers e arquitetos para desenvolver a aparência da Main Street. Ela é a primeira área que os visitantes veem quando eles entram no parque (se não entrarem por monotrilho), e é como os visitantes chegam na praça central. No centro do Magic Kingdom e imediatamente a norte da praça central situa-se o Castelo da Bela Adormecida, que fornece a entrada para Fantasyland por uma ponte em cima de um fosso. Adventureland, Frontierlnand, e Tomorrowland estão dispostas em ambos os lados do castelo.
Para aqueles de nós que recordam do tempo despreocupado que ela recria, a Main Street trará memórias felizes. Para visitantes mais novos, é uma aventura de voltar no calendário aos dias da juventude dos avôs.— Walt E. Disney
A Main Street, U.S.A. é reminiscente do período vitoriano da América, com a estação de trem, praça da vila, cinema, prefeitura, bombeiro completos com uma máquina de vapor, empório, lojas, galerias, ônibus de dois andares, bondes movidos a cavalo, além de outras peças de recordação. A Main Street é também lar da Disney Art Gallery e da Opera House que mostra a Great Moments with Mr. Lincoln, um show que conta com uma versão audianimatrônica do presidente. Há muitas lojas especializadas na Main Street, incluindo: uma loja de doces, loja de joias e relógios, uma loja que vende itens colecionáveis da Disney criados por vários artistas, uma loja de chapéus onde se tem a opção de criar seu próprio chapéu de orelhas com um bordado personalizado. No final da Main Street, U.S.A. está o Castelo da Bela Adormecida e a Central Plaza (Praça Central), que é um portal para a maioria das terras temáticas. Algumas terras não são diretamente conectadas à Central Plaza – são elas New Orleans Square, Critter Country e Mickey's Toontown.
O design da Main Street, U.S.A. usa a técnica de perspectiva forçada para criar uma ilusão de altura. Os edifícios junto à Main Street são construídos a uma escala de 3/4 no primeiro andar, depois 5/8 no segundo andar e 1/2 no terceiro – reduzindo a escala por 1/8 a cada andar para cima.

### Adventureland
Adventureland foi projetada para recriar o sentimento de um local tropical exótico em uma região distante do mundo. "Para criar uma terra que tornaria este sonho realidade", disse Walt Disney, "eu nos imaginei longe da civilização, nas florestas remotas da Ásia e África." As atrações incluem Jungle Cruise, o "Temple of the Forbidden Eye" em Indiana Jones Adventure, e Tarzan's Treehouse, que é uma conversão do antigo Swiss Family Robinson Tree House do filme de Walt Disney Swiss Family Robinson. A Walt Disney's Enchanted Tiki Room, que se localiza na entrada de Adventureland é a primeira atração principal a empregar audioanimatrônica, uma sincronização computacional de som e robótica.

### New Orleans Square
A New Orleans Square é baseada na Nova Orleans do século XIX, inaugurada em 24 de julho de 1966. Ela é muito popular com os visitantes da Disneyland, visto que abriga algumas da atrações mais populares do parque: Pirates of the Caribbean e a Haunted Mansion, com o show noturno em Fantasmic!. Esta área abriga o famoso Clube 33.

### Frontierland
Frontierland recria o cenário do pioneirismo junto à fronteira americana. De acordo com Walt Disney, "Todos nós temos orgulho da história do nosso país, forçada pelo espírito pioneiro de nossos antepassados. Nossas aventuras são projetadas para dar a você o sentimento de ter vivido, mesmo por um curto período de tempo, durante os primeiros dias de nosso país". Frontierland abriga a banda de animatrônicos Native Americans, que vivem nas margens do Rivers of America. Shows e atrações incluem Big Thunder Mountain Railroad, o Mark Twain Riverboat, o Sailing Ship Columbia, Pirate's Lair on Tom Sawyer Island, e Frontierland Shootin' Exposition. Frontierland também abriga o Golden Horseshoe Saloon, um palácio antigo ao estilo do Velho Oeste, em que a trupe de comediantes "Billy Hill and the Hillbillies" entretém os visitantes.

### Critter Country
Critter Country foi inaugurada em 1972 como "Bear Country" e foi renomeada em 1988. Antigamente a área abrigava uma vila indígena, onde os nativos demonstravam suas danças e outros costumes. Hoje, a principal atração da área é o Splash Mountain, uma jornada em um rio inspirado pelas histórias de Uncle Remus sobre Joel Chandler Harris e os segmentos animados do filme de 1946 da Disney vencedor do Academy Award Song of the South. Em 2003, uma atração no escuro chamada The Many Adventures of Winnie the Pooh substituiu o Country Bear Jamboree, que fechou em 2001. A atração ainda está aberta no Magic Kingdom do Walt Disney World.

### Fantasyland
Fantasyland é a área da Disneyland sobre a qual Walt Disney disse "Que jovem não sonhou em voar com Peter Pan sob a luz da lua em Londres ou cair no País das Maravilhas sem sentido de Alice? Em Fantasyland, essas históricas clássicas da juventude de todos tornam-se realidade para os jovens – de todas as idades." Fantasyland foi originalmente estilizada como um cenário medieval europeu, mas sua reforma de 1983 transformou-a em uma vila bávara. As atrações incluem algumas atrações no escuro, o King Arthur Carrousel, e várias atrações para a família. A Fantasyland possui a maior parte da fibra ótica no parque; mais da metade delas está em Peter Pan's Flight. O Castelo da Bela Adormecida conta a história da aventura de Briar Rose sobre a Bela Adormecida. A atração abriu em 1959, foi reprojetada em 1972, fechada em 1992 por razões de segurança e a nova instalação de morteiros de fogos de artifício pneumáticos para "Believe, There's Magic in the Stars", reabrindo em 2008 com novas interpretações e métodos de contar história, além da obra restaurada de Eyvind Earle.

### Mickey's Toontown
A Mickey's Toontown foi inaugurada em 1993 e foi parcialmente inspirada nos subúrbios de Los Angeles da Toontown de 1988 do filme Who Framed Roger Rabbit, da Touchstone Pictures. A Mickey's Toontown é baseada na estética dos desenhos da década de 1930 e abriga os personagens mais populares dos desenhos da Disney. A Toontown conta com duas atrações principais: Gadget's Go Coaster e Roger Rabbit's Car Toon Spin. A "cidade" também abriga a casa dos personagens de desenhos como a casa de Mickey Mouse, Minnie Mouse e Pateta, bem como o barco do Pato Donald.O Jolly Trolley pode ser encontrado também na área, embora ele tenha fechado como uma atração em 2003 e hoje é apresenta somente para fins de exibição.

### Tomorrowland
Durante a inauguração em 1955, Walt Disney dedicou Tomorrowland com essas palavras: 
"O amanhã pode ser uma era maravilhosa. Hoje nossos cientistas estão abrindo as portas para a era espacial para feitos que beneficiarão nossos filhos e as gerações que estão por vir. As atrações da Tomorrowland foram projetadas para dar a vocês uma oportunidade de participar em aventuras que serão um modelo de vida do nosso futuro."
O produtor da Disneyland Ward Kimball teve os cientistas de foguetes Wernher von Braun, Willy Ley, e Heinz Haber servindo como consultores técnicos durante o projeto original da Tomorrowland.As atrações iniciais incluíam Rocket to the Moon, Astro-Jets e Autopia; mais tarde, a primeira versão de Submarine Voyage foi incluída. A área passou por uma grande transformação em 1967 para se tornar a New Tomorrowland, e novamente em 1998 quando seu foco foi mudado para apresentar um tema "retrofuturista" reminiscente das ilustrações de Júlio Verne.
As atrações atuais incluem a Space Mountain, Captain EO Tribute, Autopia, a Estação Tomorrowland do Disneyland Monorail, Astro Orbitor, e Buzz Lightyear Astro Blasters. Finding Nemo Submarine Voyage foi inaugurado em 11 de junho de 2007, ressuscitando o Submarine Voyage original que foi fechado em 1998. Star Tours foi fechado em julho de 2010 e substituído por Star Tours—The Adventures Continue em junho de 2011. Em Março de 2015,o Innoventions fechou e foi substituído por duas atrações: o piso inferior virou o Star Wars Launch Bay,um local para interação com personagens da saga Star Wars(previsto também para o Disney's Hollywood Studios e Shanghai Disneyland) e o piso superior virou o Super Hero HQ,um local onde são vendidos HQs de personagens Disney e também quadrinhos da MARVEL. O Innoventions do EPCOT continua aberto com novas exposições.

## Terminologia teatral
A Disneyland originou muitos conceitos que se tornaram parte da cultura corporativa dos parques Disney como um todo, e que por sua vez se espalharam para outros parques. Mais importante, os funcionários da Disneyland usam terminologia teatral para enfatizar que uma visita ao parque seria semelhante a testemunhar uma apresentação artística. Os visitantes são chamados de "guests" (convidados) e os empregados do parque de "cast members" (membros do elenco). "On stage" (no palco) refere-se a qualquer área do resort que é aberta aos convidados. "Backstage" (bastidores) refere-se a qualquer área do resort fechada para os convidados. Uma multidão é chamada de "audience" (plateia). "Costume" (fantasia) é o traje que os cast members que fazem as operações do dia-a-dia do parque devem vestir. "Show" é a apresentação do resort para seus visitantes, tal como a cor e a fachada dos prédios, localização das atrações, fantasias para combinar com as terras temáticas. Quando assinam o recibo do cartão de crédito, pede-se aos visitantes seu "autógrafo". Os "gerentes de palco" são responsáveis por supervisionar a operação do parque. Os cast members que estão a cargo de um time específico são chamados de "protagonistas", como em um "papel de protagonista" no teatro ou em um filme. Nos primeiros anos, os escritórios onde o trabalho administrativo acontecia eram chamados de "escritórios da produção". Os "Production schedulers" (programadores da produção) constroem o cronograma de trabalho dos empregados para suprir o trabalho necessário, enquanto os "stage schedulers" (programadores de palco) lidam com mudanças do dia-a-dia no cronograma de trabalho (como mudanças nos horários do parque, necessitando de uma mudança nos horários de todos). O cargo de cada cast member é chamado de "role" (papel). Quando trabalham em seus papeis, os cast members devem seguir um "script" (roteiro), um código de conduta e frases temáticas aprovadas que os cast members devem usar quando estão trabalhando. "Não" e "Eu não sei" estão fora deste roteiro.

## Bastidores
As áreas de bastidores são áreas fechadas de atrações, lojas e restaurantes, bem como áreas ao ar livre localizadas atrás desses edifícios. Embora algumas áreas do parque, particularmente a New Orleans Square, possuam operações subterrâneas e áreas de estoque, não há uma rede de túneis subterrâneos, como no Walt Disney World.
Há alguns pontos de entrada de fora do parque para as áreas de bastidores: Ball Gate (de Ball Road), T.D.A. Gate (adjacente ao edifício Team Disney Anaheim), Harbor Pointe (de Harbor Boulevard), e Winston Gate (da Disneyland Drive). A Berm Road rodeia o parque da Firehouse Gate (atrás do bombeiro da Main Street) ao Egghouse Gate (adjacente ao Disneyland Opera House). Um pedaço da rua, entre Tomorrowland e Harbor Boulevard, é chamada de Schumacher Road. Ela possui duas faixas estreitas e corre abaixo do trilho do monotrilho. Há também duas pontes ferroviárias que cruzam a Berm Road: uma atrás da Prefeitura e outra atrás de Tomorrowland.
Os grandes edifícios dos bastidores incluem oTeam Disney Anaheim, projetado por Frank Gehry, onde a maior parte da administração atualmente funciona, bem como o Old Administration Building, atrás de Tomorrowland. O Old Administration Building abriga os dioramas de Grand Canyon e Primeval World visíveis na Disneyland Railroad. O canto noroeste do parque abriga a maior parte das instalações de manutenção do parque, incluindo serviços de veículos da empresa, estacionamento para bondes e veículos da Main Street, o pátio de sucata, onde o lixo e recicláveis são separados para coleta, o Circle D Corral, onde os cavalos do resort e outros animais vivem, estoque e manutenção de carros alegóricos, centro de distribuição de todos os produtos do Resort, áreas de veículos de passeio, a loja de pintura e a loja de placas.
Os bastidores (backstage) também se referem a partes de construções que normalmente não são vistas pelos visitantes. As áreas de bastidores são geralmente fora dos limites do parque para os visitantes. Isto evita que os visitante vejam as áreas industriais que violam a "mágica" de fora do placo e mantém-os seguros de máquinas potencialmente perigosas. Os funcionários também encontrar um pouco de sossego enquanto trabalham ou descansam, visto que os bastidores oferecem rotas alternativas entre as várias áreas do parque.
Muitas atrações são abrigadas em grandes edifícios parecidos com estúdios, alguns dos quais são parcial ou completamente disfarçados por itens temáticos externos. Geralmente, essas construções são pintadas de verde escuros em áreas não vistas pelos visitantes, ajudando a disfarçar as construções entre a folhagem e tornando-os visualmente menos intrusivos. O Walt Disney Imagineering chamou esta cor de "Go Away Green" (verde afastado). Muitos deles possuem telhados esbranquiçados planos que apoiam unidades de HVAC e calçadas para funcionários. Dentro estão as atrações, bem como passagens secretas, áreas de serviço, salas de controle e outras operações dos bastidores.
A fotografia é proibida nessas áreas, tanto dentro quanto fora, embora algumas fotos sejam encontradas em alguns sites na internet. Os visitantes que tentam explorar os bastidores são advertidos e muitas vezes escoltados para fora da propriedade. O limite entre os bastidores e a parte comum é demarcada em todo ponto de acesso. Tudo à vista dos visitantes quando uma porta ou portão é aberto é também considerado como parte do espetáculo. É a partir deste ponto que os personagens começam a representar seus papeis. Dessa forma, quando a porta é aberta, os visitantes não irão acidentalmente ver uma pessoa fora da fantasia nos bastidores.
Existem várias cortesias para os funcionários nos bastidores quando eles estão em intervalos, antes ou após de suas tarefas. Várias cafeterias, agora administradas pela SodexoMAGIC, oferecem refeições com desconto durante todo o dia. Elas incluem o Inn Between (atrás do Plaza Inn), Eat Ticket (próximo ao edifício Team Disney Anaheim atrás de Mickey's Toontown), e Westsider Grill (localizado aproximadamente atrás do New Orleans Square). A Partners Federal Credit Union, a cooperativa de crédito para empregados da The Walt Disney Company, oferece quase 20 caixas eletrônicos nos bastidores para os funcionários usarem e mantém uma filial expressa no Team Disney Anaheim building.

## Transporte

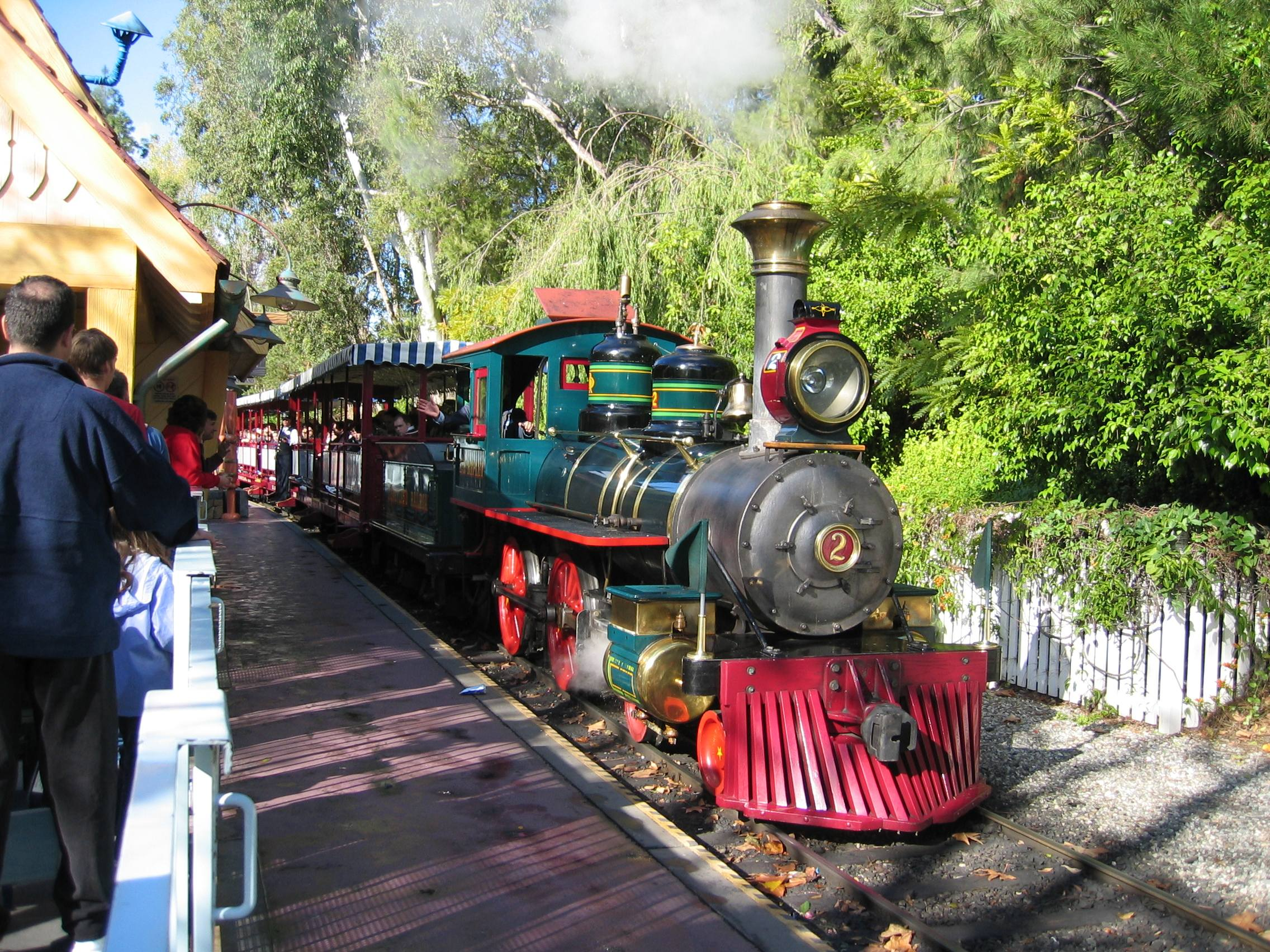
Disneyland Railroad Engine 2.

Walt Disney tinha um grande interesse no transporte, particularmente em trens. A paixão de Disney pelos "cavalos de ferro" levou-o a construir uma réplica de ferrovia de quintal a vapor - o "Carolwood Pacific Railroad"—nos terrenos de sua propriedade em Holmby Hills, Los Angeles, Califórnia. Ao longo de todas as iterações da Disneyland durante os 17 ou mais anos quando Disney estava concebendo-a, um elemento permaneceu constante: um trem que rodeia o parque. O designer primário dos veículos de transporte do parque foi Bob Gurr, que deu a si mesmo o título de Diretor de Design de Veículos Especiais em 1954.
Rodeando a Disneyland e fornecendo um grande tour circular, está a Disneyland Railroad (DRR), uma ferrovia que consiste de cinco locomotivas a vapor, além de três trens de passageiros e um trem de frete que carrega passageiros. Originalmente conhecido como a Ferrovia da Disneyland e Santa Fe, a DRR foi apresentada pela Atchison, Topeka and Santa Fe Railway até 1974. De 1955 a 1974, o Santa Fe Rail Pass era aceito no lugar de um cupom Disneyland "D". Com uma bitola de 914 mm, a mais comum na América do Norte, a rota percorria em uma volta contínua ao redor da Disneyland por cada uma de suas terras. Cada trem da virada do século XIX parte da estação na Main Street em uma excursão que inclui paradas programadas em New Orleans Square Station; Toontown Depot; e Tomorrowland Station. O grande círculo conclui com uma visita aos dioramas "Grand Canyon/Primeval World" antes de retornar os passageiros à Main Street, U.S.A.

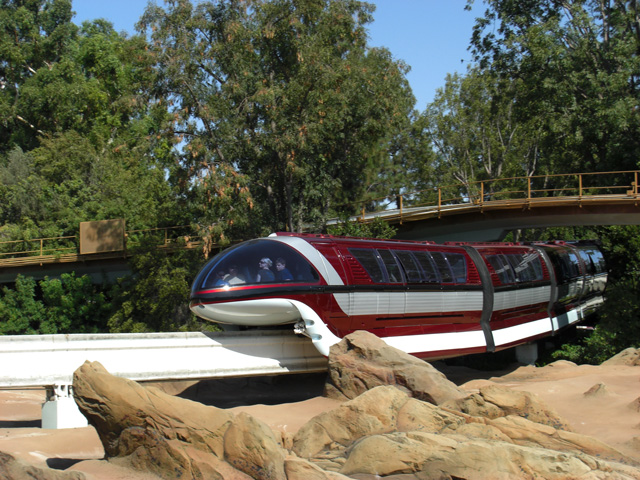
Monorail Red viaja sobre Finding Nemo Submarine Voyage na Tomorrowland.

Uma das principais atrações da Disneyland é seu serviço de monotrilho Disneyland Monorail System, que foi inaugurado na Tomorrowland em 1959 como o primeiro sistema de monotrilho operado diariamente no Hemisfério ocidental. A guia do monotrilho permaneceu quase exatamente a mesma desde 1961, com exceção de pequenas alterações enquanto Indiana Jones Adventure estava sendo construída. Cinco gerações de trens de monotrilho foram usadas no parque, visto que devido à sua construção leve eles se desgastam rapidamente. A geração em operação mais recente, o Mark VII, foi instalada em 2008. O monotrilho leva os visitantes entre duas estações, uma dentro do parque em Tomorrowland e outra em Downtown Disney. Ele segue por uma longa rota de 4 km projetada para mostrar o parque de cima. Atualmente, o Mark VII está funcionando com as cores vermelha, azul e laranja. O monotrilho foi oficialmente construído com uma estação em Tomorrowland. Sua rota foi estendida e a segunda estação abriu no Disneyland Hotel em 1961. Com a criação de Downtown Disney em 2001, o novo destino é Downtown Disney, ao invés do Disneyland Hotel. A localização física da estação de monotrilho não mudou, mas o edifício da estação original foi demolida como parte do downsizing do hotel, e a nova estação está agora separa do hotel por alguns prédios de Downtown Disney, incluindo ESPN Zone e Rainforest Cafe.

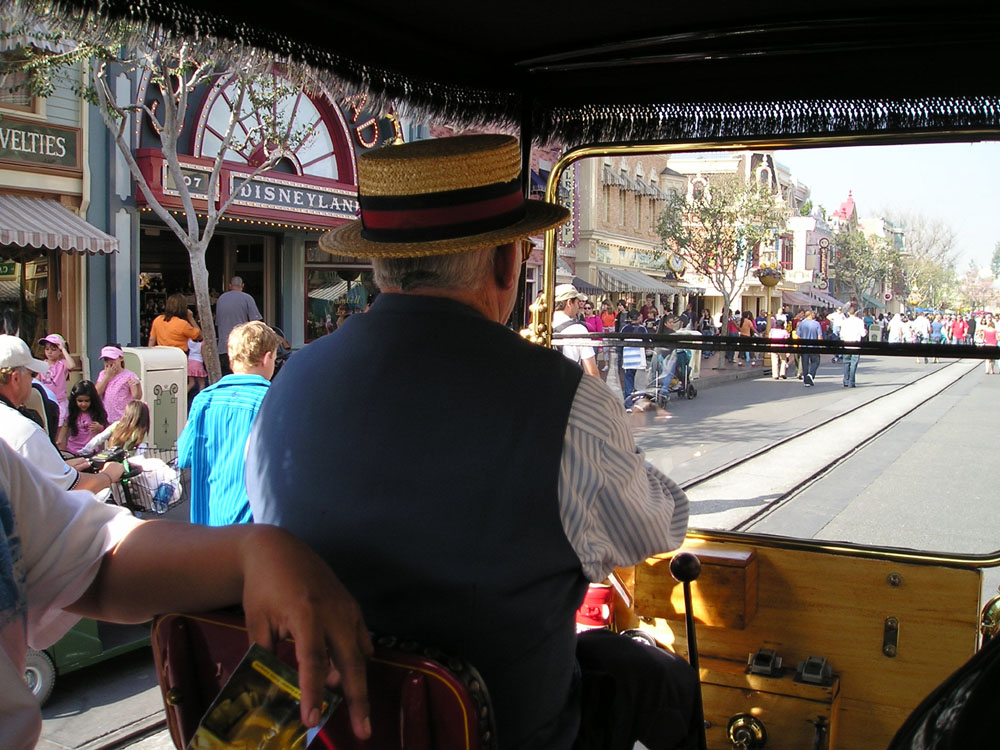
Main Street na Disneyland vista de uma carruagem sem cavalos.

Todos os veículos encontrados na Main Street, U.S.A., agrupados juntos como a atração Main Street Vehicles, foram projetados para refletir com precisão os veículos da virada do século, incluindo um bonde de bitola de 0,91m  que conta com carros americanos, um ônibus de dois andares, um bombeiro e um automóvel. Eles estão disponíveis para viagens de uma mão ao longo da Main Street, U.S.A. Os carros movidos a cavalos também são usados pelo entretenimento do parque, incluindo o The Dapper Dans. As carruagens sem cavalos foram modeladas inspirando-se em carros construídos em 1903, com motores de dois cilindros com transmissão manual e direção. Walt Disney costumava dirigir o caminhão de bombeiro ao redor do parque antes de abri-lo, e ele foi usado para visitantes celebridades e nas paradas. A maior parte dos veículos originais da Mais Street foram projetadas por Bob Gurr.
Do final da década de 1950 a 1968, a Los Angeles Airways forneceu serviço regular de helicóptero para passageiros entre a Disneyland e o Aeroporto Internacional de Los Angeles (LAX) e outras cidades na área. Os helicópteros inicialmente operavam do Heliporto de Anaheim/Disneyland, localizado atrás de Tomorrowland. O serviço mais tarde foi transferido, em 1960, para um novo heliporto ao norte do Disneyland Hotel. Os visitantes que chegavam eram transportados ao Disneyland Hotel via bonde. O serviço terminou após duas batidas fatais em 1968: O acidente em Paramount, Califórnia, em 22 de maio de 1968 matou 23 (o pior acidente de helicóptero da história da aviação na época). O segundo acidente em Compton, Califórnia em 14 de agosto de 1968 matou 21.

## Entretenimento ao vivo

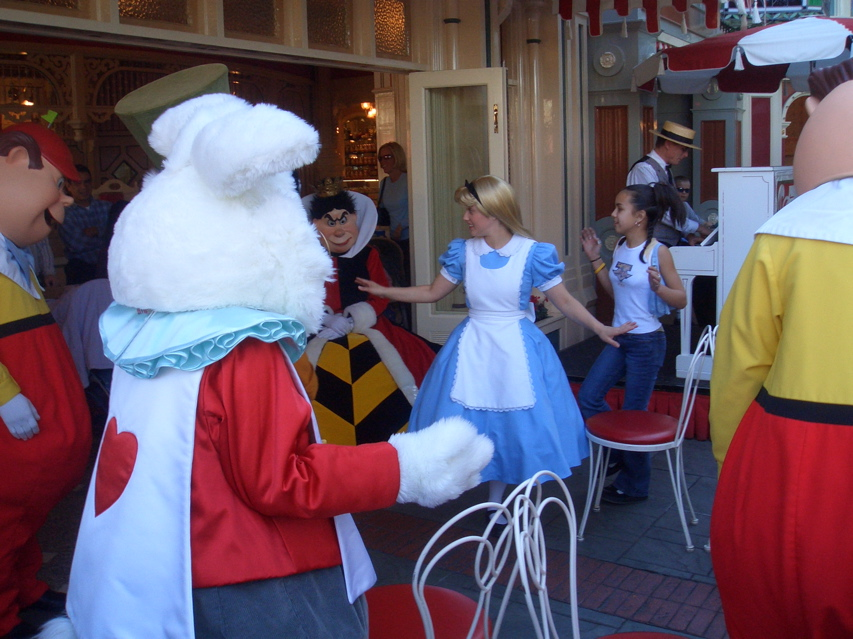
Alice e personagens de seu filme recebem o "Disneyland Musical Chairs" no Coca-Cola Refreshment Corner, acompanhado por um pianista.

Além das atrações, a Disneyland oferece entretenimento ao vivo por todo o parque. A maior parte do entretenimento não é oferecido diariamente, mas apenas em dias selecionados da semana ou períodos selecionados do ano.

## Ingressos

Livro de ingressos da Disneyland por volta de 1975-1977. Os ingressos eram impressos como "cupons".

No dia da abertura da Disneyland até 1982, o preço das atrações eram a parte do preço de entrada no parque. Os visitantes pagavam uma pequena taxa de ingresso para entrar no parque, mas o ingresso para a maioria das atrações exigia que os visitantes comprassem tíquetes, individualmente ou em um livro, que consistia de alguns cupons, inicialmente tarjados de "A" a "C". Os cupons "A" permitiam o ingresso em atrações menores como os veículos na Main Street, enquanto os cupons "C" eram usados para as atrações mais comuns como a atração do Peter Pan ou o Tea Cups. Quando atrações mais sofisticadas foram introduzidas, como o Monorail ou o Matterhorn bobsled, cupons "D" e posteriormente "E" foram introduzidos. Os cupons poderiam ser combinados para igualar o equivalente a outro tíquete (por exemplo, dois tíquetes "A" eram iguais a um tíquete "B"). A partir da experiência emocionante na Disneyland, a expressão coloquial em inglês "an E ticket ride" (uma atração de tíquete E) é usado para descrever qualquer experiência excepcionalmente emocionante.
A Disneyland mais tarde passou a usar um livro de tickets "Keys to the Kingdom", que consistia de 10 cupons sem valor definido vendidos para uma única atração. Esses cupons poderiam ser usados para qualquer atração independente de seu valor normal.
Em 1982, a Disney desistiu da ideia de tickets individuais para as atrações em favor de um preço único de ingresso com acesso ilimitado a todas as atrações, "com exceção de barracas de jogos". Apesar de esta ideia não ser original da Disney, suas vantagens comerciais eram óbvias: Além de garantir que todo mundo pagasse um grande valor mesmo se permanecesse por algumas horas e andasse apenas em poucas atrações, o parque não precisava mais imprimir tickets ou livros de tickets, manter guichês de tickets ou deixar funcionários para coletar os tickets e monitorar as atrações para não deixar as pessoas entrarem sem tickets. Mais tarde, a Disney introduziu outras opções de entrada como os passes multidiários, passes anuais (que permitem entrada ilimitada no parque a uma taxa anual) e descontos para residentes no sul da Califórnia.

## Fechamentos
A Disneyland teve quatro fechamentos não programados:
- Em 1963, após o assassinato de John F. Kennedy.[37]
- Em 1970, devido a um protesto anti-Guerra do Vietnã instigado pelo Partido Jovem Internacional.
- Em 1994, para inspeção após o terremoto Northridge de 1994
- Em 2001, após os ataques de 11 de setembro.

Adicionalmente, a Disneyland teve vários fechamentos planejados:
- Em anos recentes, o parque tem fechado nas segundas e terças durante os períodos fora de temporada.[38] Isto acontece em conjunto com o Knott's Berry Farm, que fecha nas quartas e quintas para cortar custos de ambos os parques, enquanto oferecem aos visitantes de Orange County um lugar para ir nos 7 dias da semana.
- Em 4 de maio de 2005, para o evento de mídia da celebração do 50º aniversário.[39]
- O parque fechou mais cedo para acomodar vários eventos especiais, como eventos de imprensa, grupos de turismo, grupos VIP e festas privadas. É comum para um corporação alugar o parque inteiro para a noite. Nesses casos, passes especiais são emitidos válidos para o ingresso em todas as atrações. Nos guichês de tickets e nos cronogramas publicados, os visitantes normais são avisados do fechamento mais cedo. No final da tarde, os funcionários anunciam que o parque está fechando e então retiram do parque todos sem o passe especial.

## Promoções
Todo ano em outubro, a Disneyland tem uma promoção de Halloween. Durante esta promoção, ou como a Disneyland chama de uma "festa", as áreas no parque são decoradas com tema de Halloween. A Space Mountain e a Haunted Mansion são temporariamente retematizadas como parte da promoção. Uma festa de Halloween é oferecida em noites selecionadas no final de setembro e outubro por uma taxa separada, com um show especial de fogos de artifício que apenas é exibido na festa.
Do início de novembro até o início de janeiro, o parque é decorado para as festas. O entretenimento da época inclui o show de fogos de artifício Believe... In Holiday Magic e a A Christmas Fantasy Parade, sendo que a Haunted Mansion e It's a Small World são temporariamente redecorados com o tema de Natal. O Castelo da Bela Adormecida recebe neve artificial e é decorado com luzes coloridas durante as festa.

## Controvérsias
Em Junho de 2018, o político democrata dos EUA, Bernie Sanders, acusou a Disneyland de exploração desumana dos seus trabalhadores. Um em cada dez trabalhadores já viveu na rua e dois terços não sabe se terá o que comer a cada dia. O salário pago por hora desceu 15% entre 2000 e 2017, apesar de, como cita Sanders, a Disneyland, ser "uma empresa de 150 mil milhões de dólares, que teve lucros de 9 mil milhões no ano passado" e pagou "uma indemnização de 423 milhões de dólares ao CEO Bob Iger por quatro anos". Como apoio das suas afirmações, refere um estudo recente da Occidental College e Economic Roundtable. Sanders comenta aindaː "Infelizmente, o que está a acontecer na Disney não é único. No meio de uma economia "forte" e de baixo desemprego, os salários para os trabalhadores médios não subiram nem um penny após o ajuste para a inflação durante o último ano".
A questão não é nova, a Disney já fora anteriormente criticada pelo tratamento dos seus trabalhadores.

## Galeria

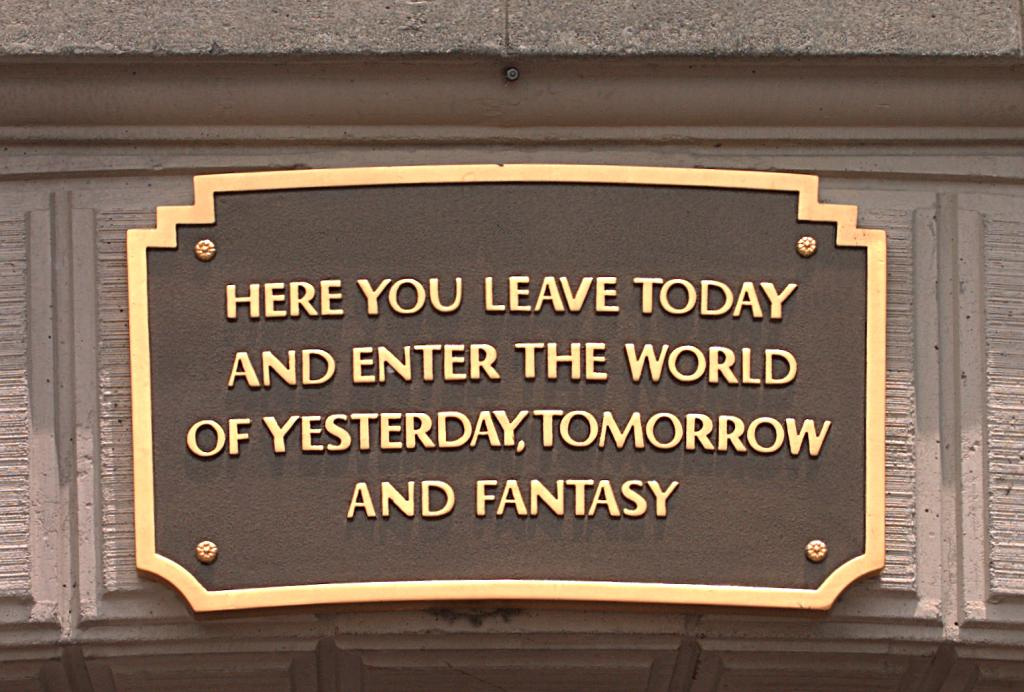
Placa na entrada.
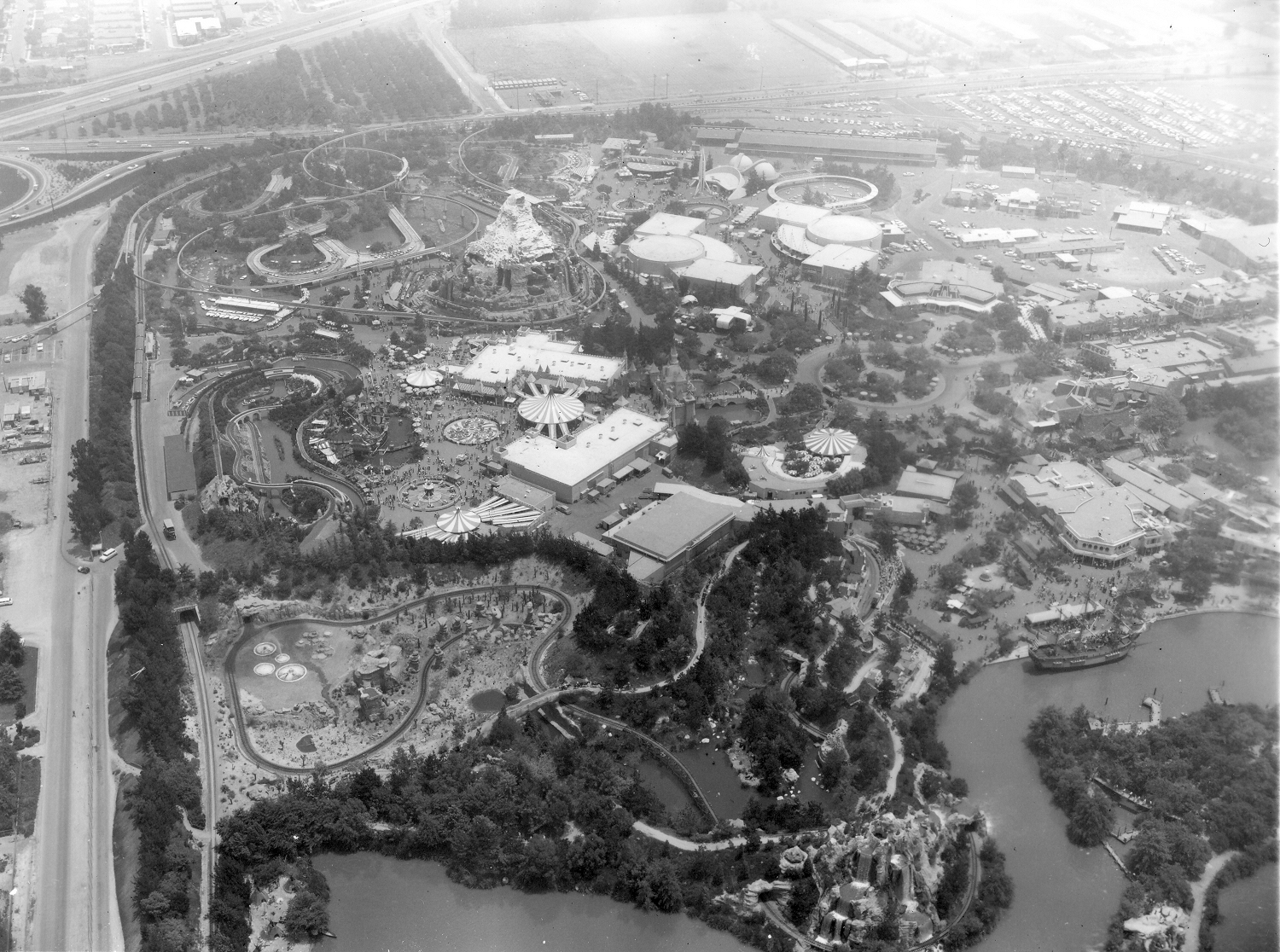
Disneyland, junho de 1962.
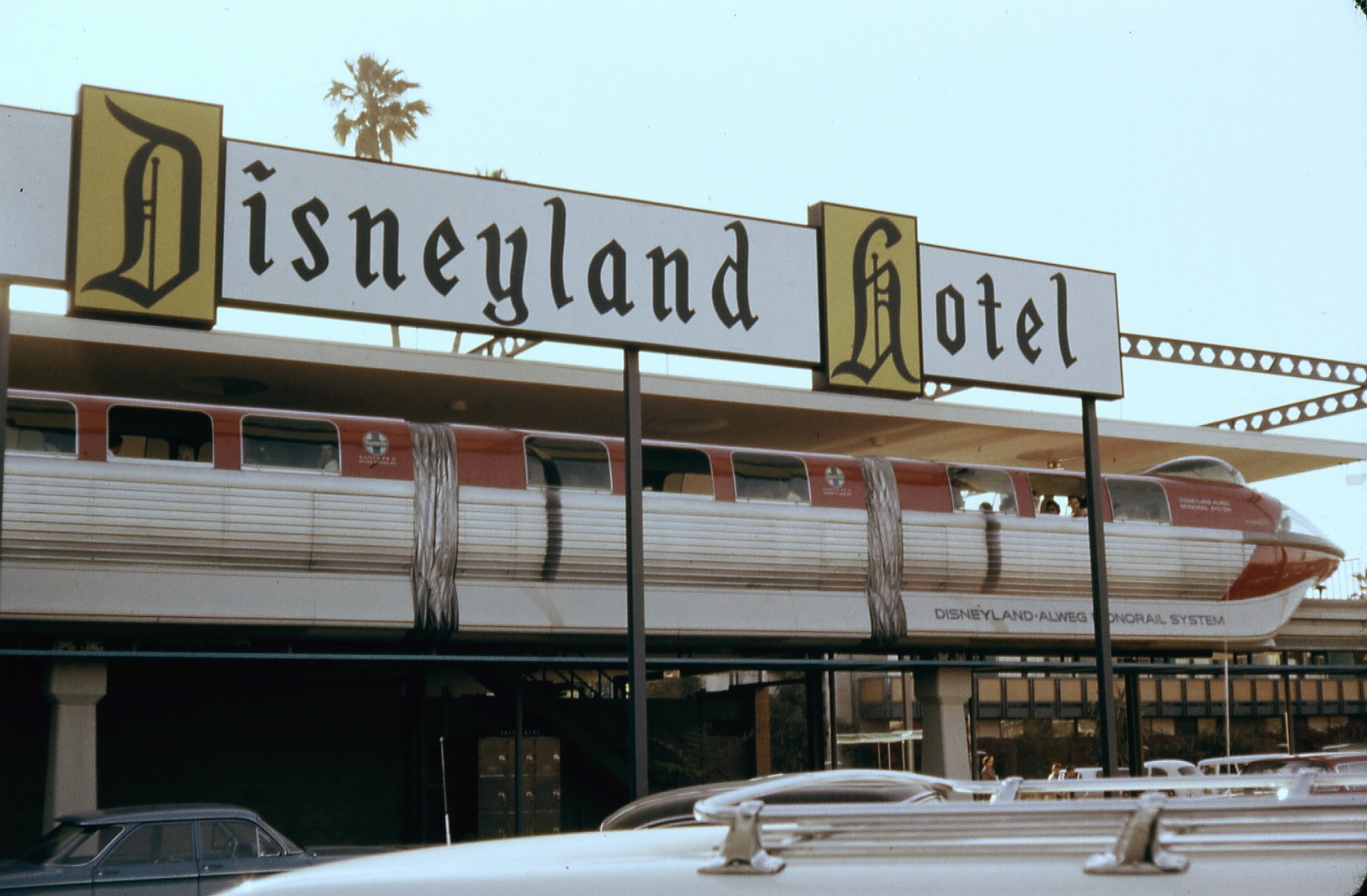
O monotrilho original vermelho Mark I ALWEG, com um carro adicionado e então designado como Mark II. Ambos os trens foram criados especialmente para a Disneyland. O outro tem era idêntico, mas azul. Agosto de 1963.
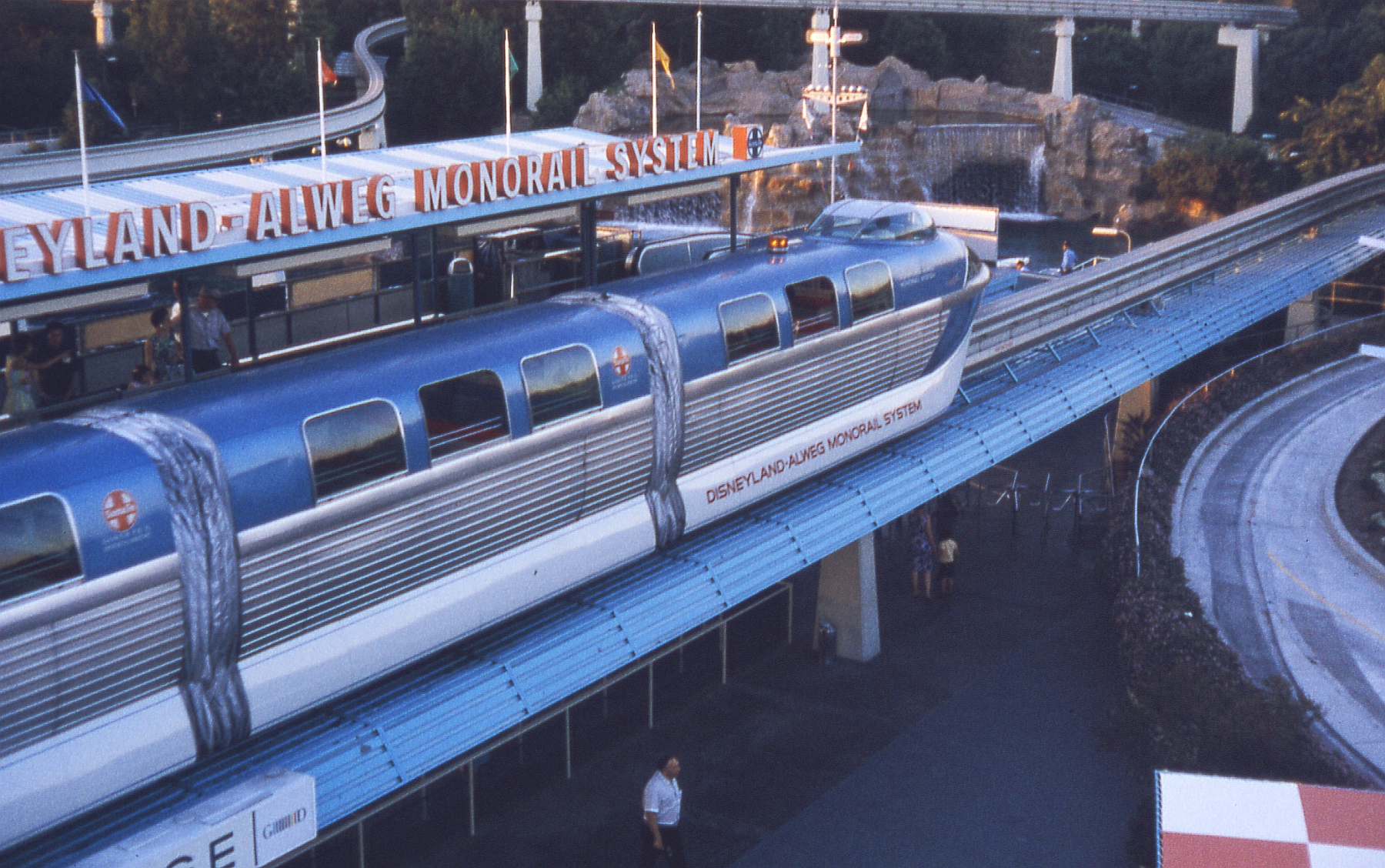
O monotrilho Mark II ALWEG azul, agosto de 1963.
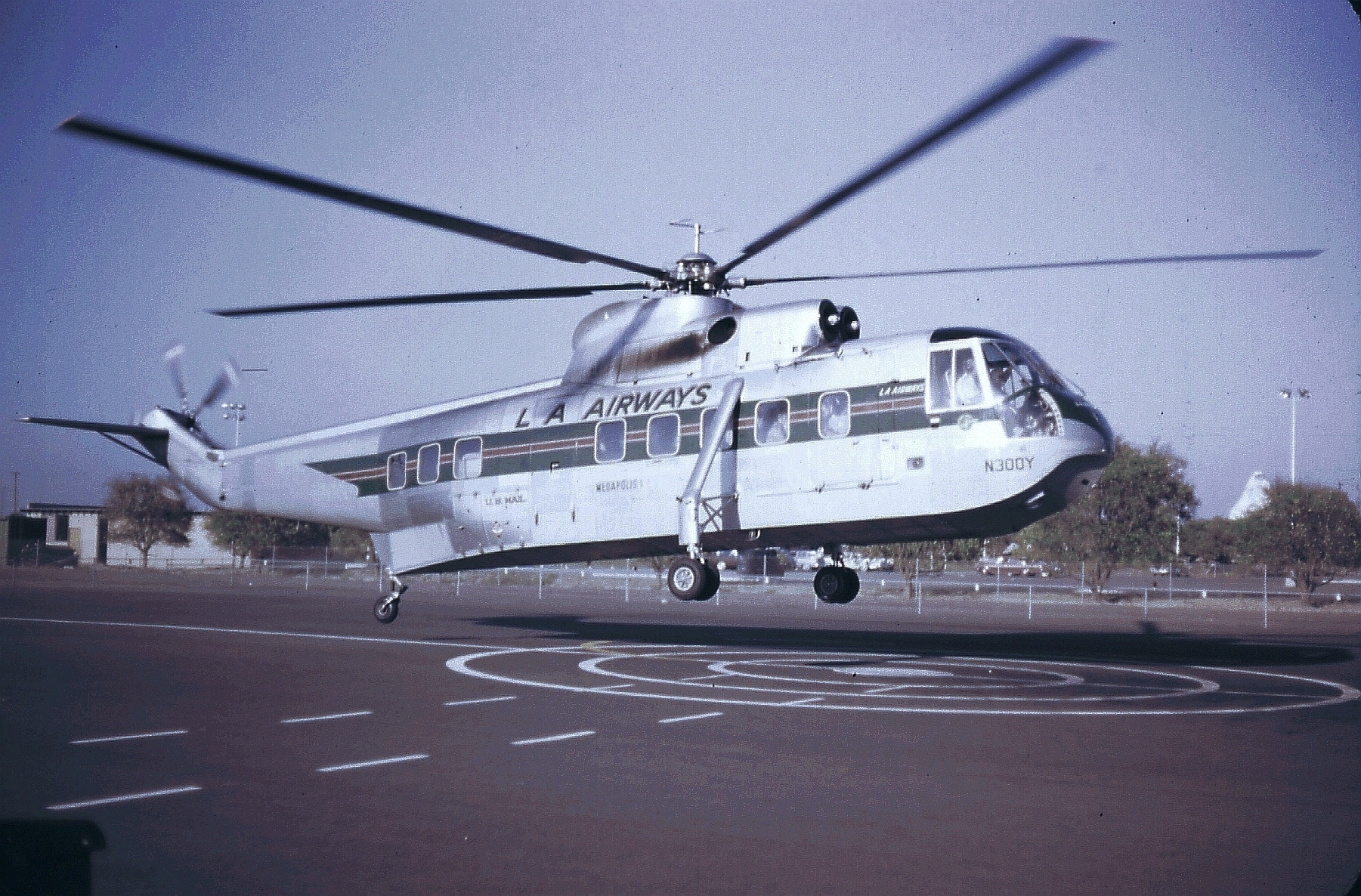
Um helicóptero S-61L da Los Angeles Airways partindo do heliporto da Disneyland, agosto de 1963
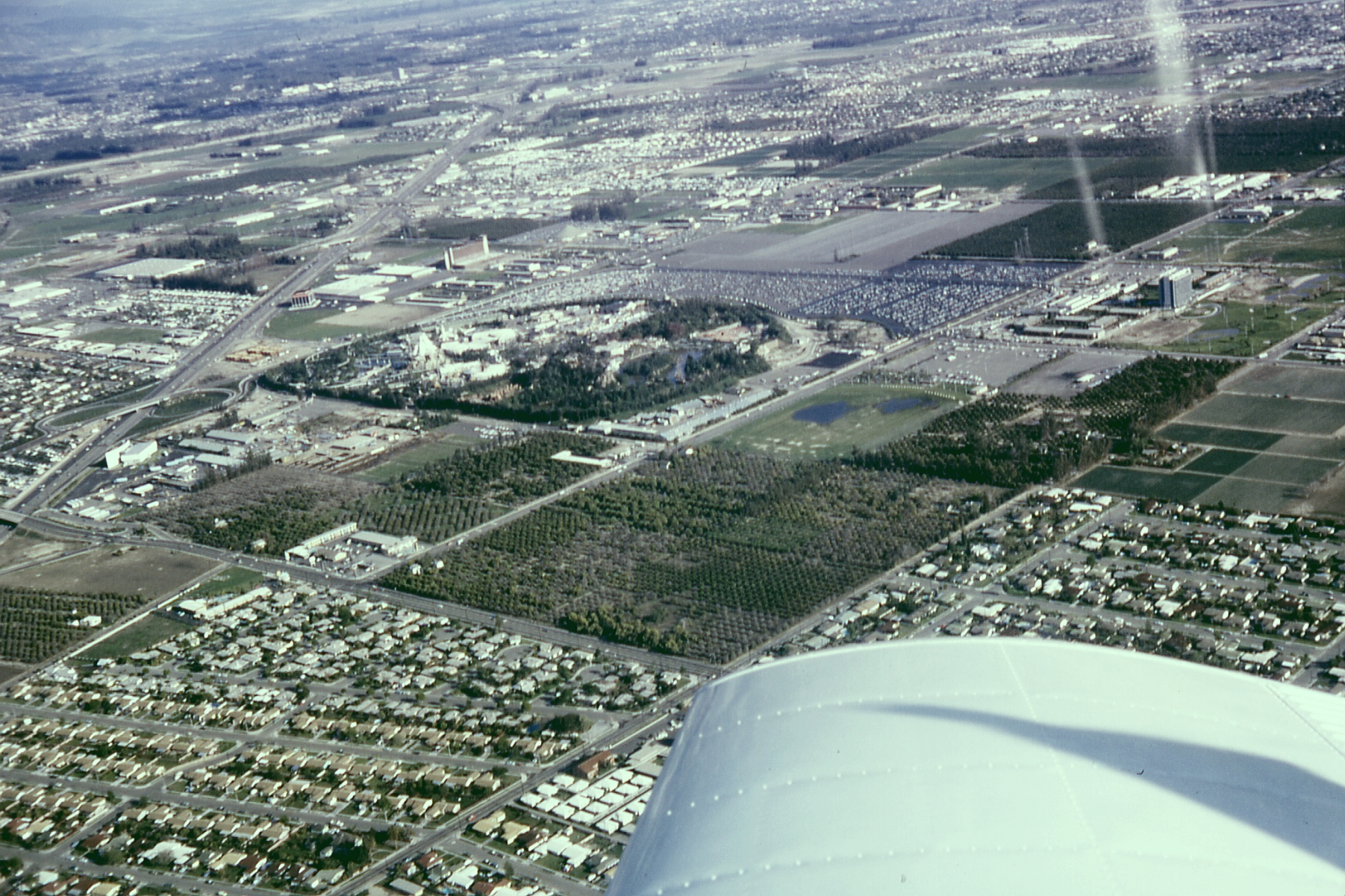
Foto aérea da Disneyland e áreas vizinhas, incluindo o Disneyland Hotel com sua estação de monotrilho, o heliporto da Disneyland, laranjeiras, Santa Ana Freeway e Melodyland Theater, maio de 1965
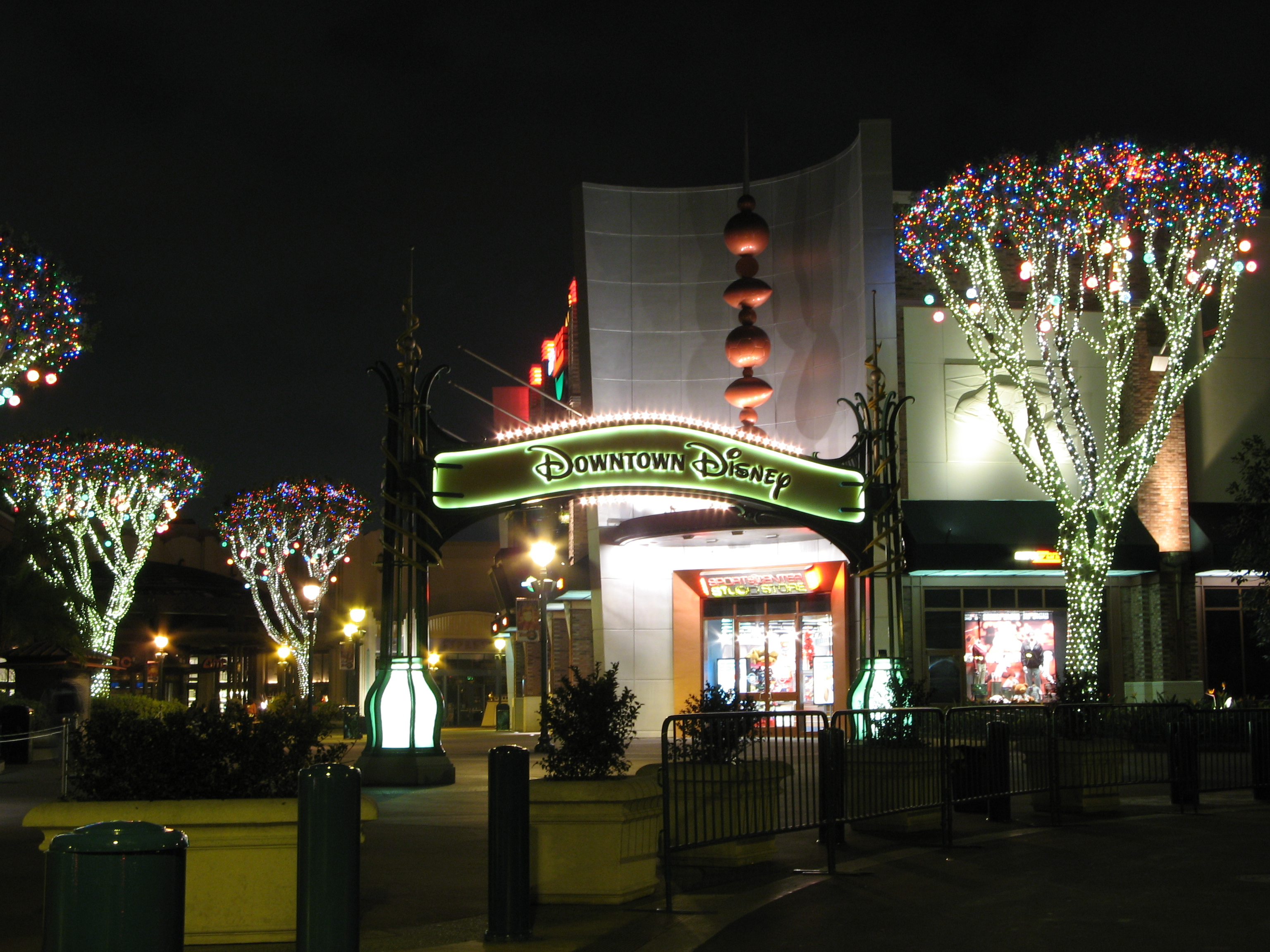
Downtown Disney.
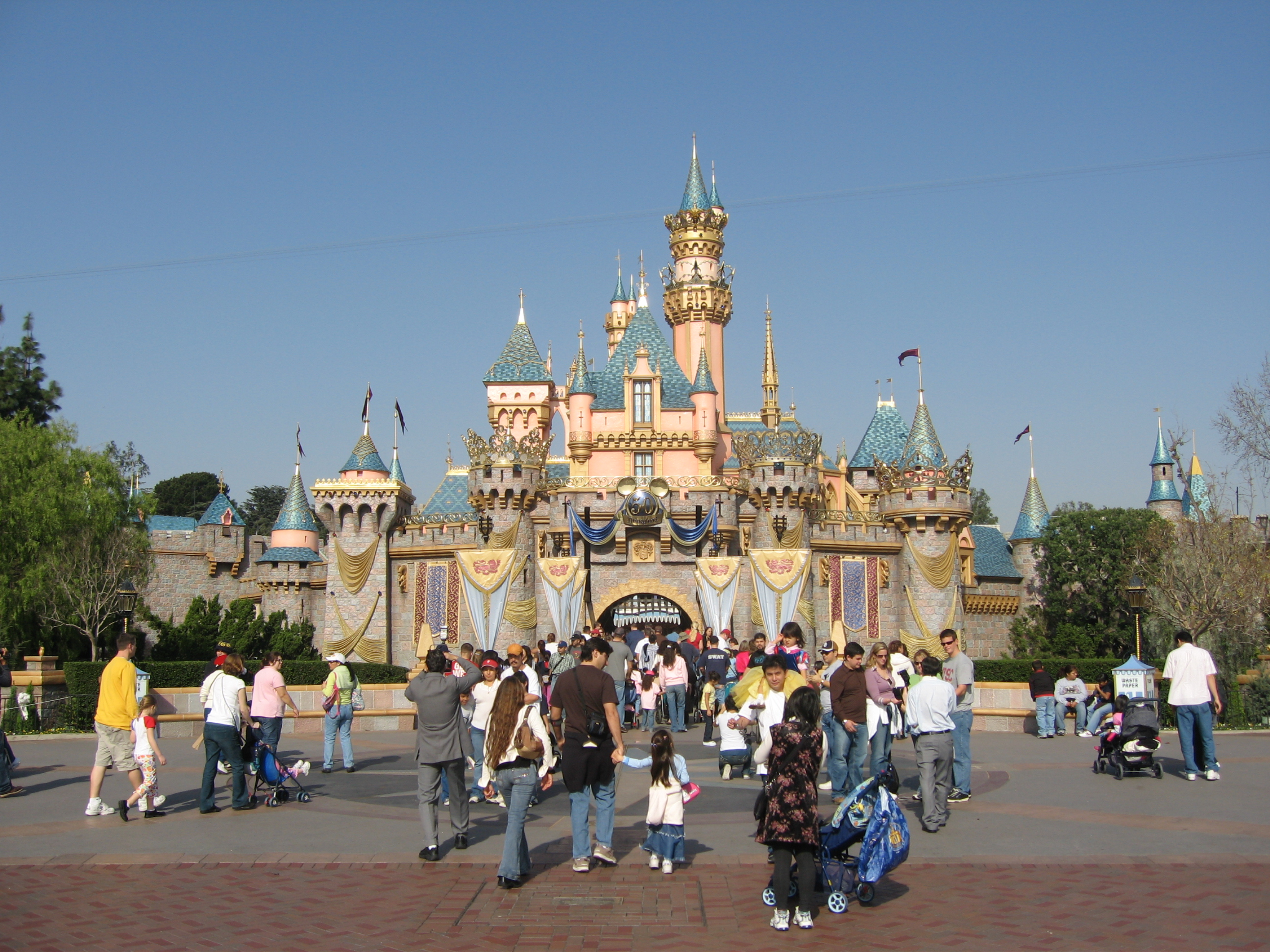
Castelo da Bela Adormecida durante o Happiest Homecoming on Earth.
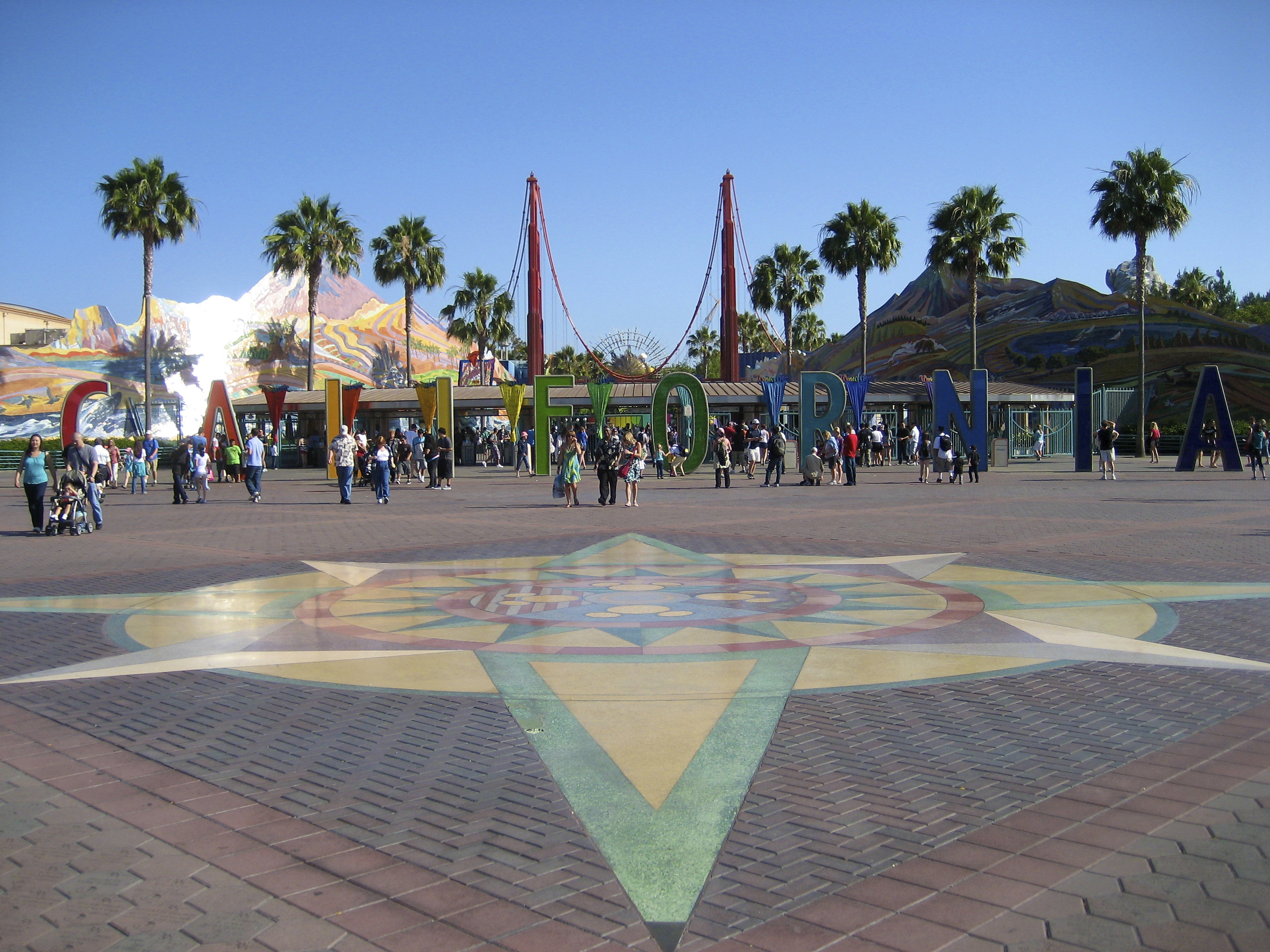
Entrada do parque Disney California Adventure em 4 de julho de 2010. Esta entrada foi removida e remodelada em 2012.